# Llista de topònims d'Horta de Sant Joan
Llista de topònims (noms propis de lloc) del municipi d'Horta de Sant Joan, a la Terra Alta
Informació actualitzada per un bot. Els canvis manuals es perdran quan s'actualitzi!

## arbre singular
| imatge | Nom                         | Ubicat a           | instància de   | Detalls                                                                                         | coordenades | Protecció        | Commons (més fotos)           | Dades a WD                    |
| ------ | --------------------------- | ------------------ | -------------- | ----------------------------------------------------------------------------------------------- | --- | ---------------- | ----------------------------- | ----------------------------- |
|        | Lo Parot                    | Horta de Sant Joan | arbre singular | Taxon: olivera (Olea europaea) Ample: 8.5m Alt: 8m Perímetre: 7.45m                             | 40° 57′ 38″ N, 0° 19′ 09″ E / 40.96063°N,0.31912°E 484 msnm                                                            | arbre monumental | Lo Parot (Horta de Sant Joan) | Modifica les dades a Wikidata |
|        | auró de Josepó              | Horta de Sant Joan | arbre singular | Taxon: Auró de Granada (Acer opalus subsp. granatense) Ample: 13.01m Alt: 155m Perímetre: 3.08m | 40° 51′ 33″ N, 0° 18′ 07″ E / 40.85908°N,0.30202°E ca:Pista del Mas de la Franqueta al coll de Miralles 718 msnm       | arbre monumental | Auró de Josepó                | Modifica les dades a Wikidata |
|        | pi de Balija                | Horta de Sant Joan | arbre singular | Taxon: pi blanc (Pinus halepensis) Ample: 21.5m Alt: 19m Perímetre: 4.3m                        | 41° 00′ 02″ N, 0° 19′ 26″ E / 41.00066°N,0.32395°E ca:Mas de Balija 490 msnm                                           | arbre monumental | Pi de Balija                  | Modifica les dades a Wikidata |
|        | pi de Maurí                 | Horta de Sant Joan | arbre singular | Taxon: pi blanc (Pinus halepensis) Ample: 23.5m Alt: 18.5m Perímetre: 3.97m                     | 40° 59′ 58″ N, 0° 21′ 05″ E / 40.99952°N,0.35139°E ca:Mas de les Monges 368 msnm                                       | arbre monumental | Pi de Maurí                   | Modifica les dades a Wikidata |
|        | pins del Collet de Fenassar | Horta de Sant Joan | arbre singular | Taxon: pinassa (Pinus nigra subsp. salzmannii) Ample: 17.8m Alt: 24m Perímetre: 4.32m           | 40° 52′ 16″ N, 0° 20′ 57″ E / 40.87101°N,0.34915°E ca:Coll de Fenassar, vessant del torrent del Carrer Ample 1058 msnm | arbre monumental | Pins del Collet de Fenassar   | Modifica les dades a Wikidata |
|        | servera de Franxo           | Horta de Sant Joan | arbre singular | Taxon: servera (Sorbus domestica) Ample: 13.2m Alt: 12m Perímetre: 2.15m                        | 40° 52′ 32″ N, 0° 19′ 15″ E / 40.87569°N,0.32076°E ca:Barranc de Franxo 695 msnm                                       | arbre monumental | Servera del Barranc de Franxo | Modifica les dades a Wikidata |

## cabana
| imatge | Nom                         | Ubicat a           | instància de | Detalls | coordenades                                                          | Protecció | Commons (més fotos) | Dades a WD                    |
| ------ | --------------------------- | ------------------ | ------------ | ------- | -------------------------------------------------------------------- | --------- | ------------------- | ----------------------------- |
|        | Corralissa de Franxo        | Horta de Sant Joan | cabana       |         | 40° 53′ 12″ N, 0° 19′ 50″ E / 40.886577239489°N,0.330503090598654°E  |           |                     | Modifica les dades a Wikidata |
|        | Corralissa del Mas d'Andill | Horta de Sant Joan | cabana       |         | 40° 56′ 22″ N, 0° 21′ 13″ E / 40.9393963973818°N,0.353640013725056°E |           |                     | Modifica les dades a Wikidata |
|        | Sénia de Freixes            | Horta de Sant Joan | cabana       |         | 41° 00′ 13″ N, 0° 16′ 31″ E / 41.0036801378765°N,0.275274642416966°E |           |                     | Modifica les dades a Wikidata |
|        | caseta d'Amadó              | Horta de Sant Joan | cabana       |         | 40° 52′ 25″ N, 0° 18′ 15″ E / 40.8736177176202°N,0.304254694810975°E |           |                     | Modifica les dades a Wikidata |
|        | caseta de Bosc              | Horta de Sant Joan | cabana       |         | 40° 59′ 51″ N, 0° 19′ 10″ E / 40.9973746386537°N,0.319389531480497°E |           |                     | Modifica les dades a Wikidata |
|        | caseta de Fabregat          | Horta de Sant Joan | cabana       |         | 40° 55′ 58″ N, 0° 19′ 12″ E / 40.9328194154348°N,0.320042751271092°E |           |                     | Modifica les dades a Wikidata |
|        | caseta de Ferràs            | Horta de Sant Joan | cabana       |         | 40° 58′ 00″ N, 0° 18′ 21″ E / 40.9666606613076°N,0.305851836118085°E |           |                     | Modifica les dades a Wikidata |
|        | caseta de Gotxes            | Horta de Sant Joan | cabana       |         | 40° 58′ 18″ N, 0° 19′ 38″ E / 40.9715295223256°N,0.327340899200132°E |           |                     | Modifica les dades a Wikidata |
|        | caseta de Lloba             | Horta de Sant Joan | cabana       |         | 40° 57′ 40″ N, 0° 19′ 06″ E / 40.9609827698556°N,0.318439687258776°E |           |                     | Modifica les dades a Wikidata |
|        | caseta de Pepo              | Horta de Sant Joan | cabana       |         | 40° 58′ 11″ N, 0° 19′ 18″ E / 40.9696209009369°N,0.32155960534562°E  |           |                     | Modifica les dades a Wikidata |
|        | caseta de Pujol             | Horta de Sant Joan | cabana       |         | 40° 57′ 59″ N, 0° 18′ 07″ E / 40.9664154568531°N,0.301916829179102°E |           |                     | Modifica les dades a Wikidata |
|        | caseta de Rafel de Clua     | Horta de Sant Joan | cabana       |         | 40° 57′ 59″ N, 0° 18′ 10″ E / 40.9663888116245°N,0.302702159197006°E |           |                     | Modifica les dades a Wikidata |
|        | caseta de Rafel de Gerrap   | Horta de Sant Joan | cabana       |         | 40° 58′ 22″ N, 0° 18′ 20″ E / 40.972788508275°N,0.305602386228259°E  |           |                     | Modifica les dades a Wikidata |
|        | caseta de Roquet            | Horta de Sant Joan | cabana       |         | 40° 58′ 18″ N, 0° 18′ 25″ E / 40.9715972166979°N,0.307041247770298°E |           |                     | Modifica les dades a Wikidata |
|        | caseta de Socorro           | Horta de Sant Joan | cabana       |         | 40° 55′ 54″ N, 0° 18′ 21″ E / 40.9315864367208°N,0.30579360935288°E  |           |                     | Modifica les dades a Wikidata |
|        | caseta de Tarragueta        | Horta de Sant Joan | cabana       |         | 40° 58′ 22″ N, 0° 18′ 30″ E / 40.9727381354983°N,0.308456508910675°E |           |                     | Modifica les dades a Wikidata |
|        | caseta de Terrats           | Horta de Sant Joan | cabana       |         | 40° 58′ 28″ N, 0° 18′ 13″ E / 40.9743364842711°N,0.30362604904705°E  |           |                     | Modifica les dades a Wikidata |
|        | caseta de Tomàs             | Horta de Sant Joan | cabana       |         | 40° 58′ 19″ N, 0° 18′ 24″ E / 40.9720030905629°N,0.306680110927984°E |           |                     | Modifica les dades a Wikidata |
|        | caseta de Xertó             | Horta de Sant Joan | cabana       |         | 40° 58′ 18″ N, 0° 17′ 52″ E / 40.9717127622219°N,0.297743694750012°E |           |                     | Modifica les dades a Wikidata |
|        | caseta del Milionari        | Horta de Sant Joan | cabana       |         | 40° 58′ 59″ N, 0° 19′ 00″ E / 40.9830364724038°N,0.316713970006634°E |           |                     | Modifica les dades a Wikidata |
|        | casetes de Gírio            | Horta de Sant Joan | cabana       |         | 40° 57′ 58″ N, 0° 18′ 15″ E / 40.9661881989008°N,0.304136227774001°E |           |                     | Modifica les dades a Wikidata |
|        | casetes del Baubo           | Horta de Sant Joan | cabana       |         | 40° 59′ 53″ N, 0° 18′ 57″ E / 40.9980565269858°N,0.315795425591491°E |           |                     | Modifica les dades a Wikidata |
|        | corral de Pecetes           | Horta de Sant Joan | cabana       |         | 40° 56′ 49″ N, 0° 21′ 16″ E / 40.9470736367022°N,0.354568751837996°E |           |                     | Modifica les dades a Wikidata |
|        | corral de Tabola            | Horta de Sant Joan | cabana       |         | 40° 56′ 59″ N, 0° 18′ 38″ E / 40.9496856464976°N,0.310605230762836°E |           |                     | Modifica les dades a Wikidata |
|        | corral de Vinyals           | Horta de Sant Joan | cabana       |         | 40° 56′ 44″ N, 0° 18′ 30″ E / 40.945488198554°N,0.308281115171865°E  |           |                     | Modifica les dades a Wikidata |
|        | corral del Mas del Ros      | Horta de Sant Joan | cabana       |         | 40° 56′ 54″ N, 0° 20′ 36″ E / 40.9484361640894°N,0.343324014804654°E |           |                     | Modifica les dades a Wikidata |
|        | era del Moreno              | Horta de Sant Joan | cabana       |         | 40° 55′ 35″ N, 0° 20′ 12″ E / 40.9262619866585°N,0.336731433521539°E |           |                     | Modifica les dades a Wikidata |
|        | la Pallissa                 | Horta de Sant Joan | cabana       |         | 40° 59′ 42″ N, 0° 16′ 45″ E / 40.994957233513°N,0.279283593127432°E  |           |                     | Modifica les dades a Wikidata |

## casa
| imatge | Nom                                  | Ubicat a           | instància de | Detalls                                                          | coordenades                                                                              | Protecció                                            | Commons (més fotos)                     | Dades a WD                    |
| ------ | ------------------------------------ | ------------------ | ------------ | ---------------------------------------------------------------- | ---------------------------------------------------------------------------------------- | ---------------------------------------------------- | --------------------------------------- | ----------------------------- |
|        | Cal Burut                            | Horta de Sant Joan | casa         | Estil: arquitectura popular                                      | 40° 57′ 16″ N, 0° 18′ 59″ E / 40.954562°N,0.316517°E                                     | bé integrant del patrimoni cultural català           |                                         | Modifica les dades a Wikidata |
|        | Casa Clua                            | Horta de Sant Joan | casa         |                                                                  | 40° 57′ 15″ N, 0° 18′ 58″ E / 40.954079°N,0.316063°E                                     | bé integrant del patrimoni cultural català           |                                         | Modifica les dades a Wikidata |
|        | Casa Gil                             | Horta de Sant Joan | casa         | Estil: arquitectura popular                                      | 40° 57′ 11″ N, 0° 19′ 04″ E / 40.952972°N,0.317884°E                                     | bé integrant del patrimoni cultural català           |                                         | Modifica les dades a Wikidata |
|        | Casa Pascualet                       | Horta de Sant Joan | casa         | Estil: arquitectura gòtica                                       | 40° 57′ 14″ N, 0° 19′ 00″ E / 40.953974°N,0.316708°E ca:Pl. de l'Església, 12            | bé integrant del patrimoni cultural català           |                                         | Modifica les dades a Wikidata |
|        | Casa Terrats                         | Horta de Sant Joan | casa         | Estil: arquitectura popular 19th century                         | 40° 57′ 10″ N, 0° 18′ 58″ E / 40.95274°N,0.31605°E ca:Raval de l'Hospital, 12            | bé integrant del patrimoni cultural català           |                                         | Modifica les dades a Wikidata |
|        | Casa Trabat                          | Horta de Sant Joan | casa         | Estil: arquitectura popular                                      | 40° 57′ 14″ N, 0° 18′ 59″ E / 40.953968°N,0.316304°E                                     | bé integrant del patrimoni cultural català           |                                         | Modifica les dades a Wikidata |
|        | Casa de la Comanda                   | Horta de Sant Joan | casa         | Estil: Renaixement 16th century                                  | 40° 57′ 14″ N, 0° 18′ 58″ E / 40.953954°N,0.316169°E ca:Carrer de la Comanda, 9 542 msnm | bé d'interès cultural bé cultural d'interès nacional | Casa de la Comanda (Horta de Sant Joan) | Modifica les dades a Wikidata |
|        | Casa el Dòmino                       | Horta de Sant Joan | casa         | Estil: arquitectura gòtica                                       | 40° 57′ 13″ N, 0° 19′ 00″ E / 40.953655°N,0.316589°E                                     | bé integrant del patrimoni cultural català           |                                         | Modifica les dades a Wikidata |
|        | Forn del Ros                         | Horta de Sant Joan | casa         | Estil: arquitectura popular                                      | 40° 57′ 12″ N, 0° 19′ 02″ E / 40.95346°N,0.317288°E                                      | bé integrant del patrimoni cultural català           |                                         | Modifica les dades a Wikidata |
|        | casa Benitó del Retó                 | Horta de Sant Joan | casa         | Estil: arquitectura popular                                      | 40° 57′ 12″ N, 0° 19′ 03″ E / 40.953391°N,0.317385°E                                     | bé integrant del patrimoni cultural català           |                                         | Modifica les dades a Wikidata |
|        | casa Chinchon                        | Horta de Sant Joan | casa         | Estil: arquitectura popular                                      | 40° 57′ 11″ N, 0° 19′ 02″ E / 40.952946°N,0.317329°E                                     | bé integrant del patrimoni cultural català           |                                         | Modifica les dades a Wikidata |
|        | casa Cleto                           | Horta de Sant Joan | casa         | Estil: arquitectura gòtica                                       | 40° 57′ 11″ N, 0° 19′ 03″ E / 40.953028°N,0.317503°E                                     | bé integrant del patrimoni cultural català           |                                         | Modifica les dades a Wikidata |
|        | casa Colau                           | Horta de Sant Joan | casa         | Estil: arquitectura gòtica                                       | 40° 57′ 14″ N, 0° 19′ 00″ E / 40.953883°N,0.316691°E                                     | bé integrant del patrimoni cultural català           |                                         | Modifica les dades a Wikidata |
|        | casa Don Pedro                       | Horta de Sant Joan | casa         | Estil: arquitectura barroca                                      | 40° 57′ 15″ N, 0° 19′ 01″ E / 40.954145°N,0.316908°E                                     | bé integrant del patrimoni cultural català           |                                         | Modifica les dades a Wikidata |
|        | casa Macià                           | Horta de Sant Joan | casa         | Estil: arquitectura gòtica                                       | 40° 57′ 11″ N, 0° 19′ 03″ E / 40.95308°N,0.317426°E                                      | bé integrant del patrimoni cultural català           |                                         | Modifica les dades a Wikidata |
|        | casa Manuelet de Joaquin             | Horta de Sant Joan | casa         | Estil: arquitectura gòtica                                       | 40° 57′ 15″ N, 0° 18′ 58″ E / 40.954098°N,0.31621°E                                      | bé integrant del patrimoni cultural català           |                                         | Modifica les dades a Wikidata |
|        | casa Pepo                            | Horta de Sant Joan | casa         | Estil: arquitectura gòtica                                       | 40° 57′ 14″ N, 0° 19′ 00″ E / 40.953819°N,0.316713°E                                     | bé integrant del patrimoni cultural català           |                                         | Modifica les dades a Wikidata |
|        | casa Pessetes                        | Horta de Sant Joan | casa         | Estil: arquitectura gòtica                                       | 40° 57′ 13″ N, 0° 19′ 00″ E / 40.95358°N,0.31666°E                                       | bé integrant del patrimoni cultural català           | Casa Pessetes (Horta de Sant Joan)      | Modifica les dades a Wikidata |
|        | casa Pitarch                         | Horta de Sant Joan | casa         | Estil: arquitectura gòtica                                       | 40° 57′ 13″ N, 0° 19′ 00″ E / 40.953716°N,0.31674°E                                      | bé integrant del patrimoni cultural català           |                                         | Modifica les dades a Wikidata |
|        | casa Prada                           | Horta de Sant Joan | casa         | Estil: arquitectura gòtica                                       | 40° 57′ 11″ N, 0° 19′ 02″ E / 40.953143°N,0.317337°E                                     | bé integrant del patrimoni cultural català           |                                         | Modifica les dades a Wikidata |
|        | casa l'Habanero                      | Horta de Sant Joan | casa         | Estil: arquitectura gòtica                                       | 40° 57′ 14″ N, 0° 19′ 00″ E / 40.953779°N,0.316747°E                                     | bé integrant del patrimoni cultural català           | Casa l'Habanero (Horta de Sant Joan)    | Modifica les dades a Wikidata |
|        | casa la Siscana                      | Horta de Sant Joan | casa         | Estil: arquitectura popular                                      | 40° 57′ 12″ N, 0° 19′ 01″ E / 40.953427°N,0.316961°E                                     | bé integrant del patrimoni cultural català           |                                         | Modifica les dades a Wikidata |
|        | habitatge al carrer de l'Hospital, 9 | Horta de Sant Joan | casa         |                                                                  | 40° 57′ 12″ N, 0° 18′ 59″ E / 40.953287°N,0.316371°E                                     | bé integrant del patrimoni cultural català           |                                         | Modifica les dades a Wikidata |
|        | l'Abadia                             | Horta de Sant Joan | casa         | Estil: arquitectura gòtica arquitectura popular No/unknown value | 40° 57′ 14″ N, 0° 19′ 01″ E / 40.95386°N,0.31695°E ca:Pl. de l'Església, 2               | bé integrant del patrimoni cultural català           |                                         | Modifica les dades a Wikidata |
|        | l'Hostal del Pan                     | Horta de Sant Joan | casa         | Estil: arquitectura gòtica                                       | 40° 57′ 12″ N, 0° 19′ 01″ E / 40.9534°N,0.31699°E                                        | bé integrant del patrimoni cultural català           |                                         | Modifica les dades a Wikidata |

## castell
| imatge | Nom                                    | Ubicat a           | instància de           | Detalls     | coordenades                                                                         | Protecció                                            | Commons (més fotos) | Dades a WD                    |
| ------ | -------------------------------------- | ------------------ | ---------------------- | ----------- | ----------------------------------------------------------------------------------- | ---------------------------------------------------- | ------------------- | ----------------------------- |
|        | Antic Castell d'Horta                  | Horta de Sant Joan | castell                |             | 40° 57′ 17″ N, 0° 18′ 58″ E / 40.9546607299807°N,0.316153301292487°E                |                                                      |                     | Modifica les dades a Wikidata |
|        | castell i muralla d'Horta de Sant Joan | Horta de Sant Joan | castell muralla urbana | 9th century | 40° 57′ 17″ N, 0° 18′ 57″ E / 40.954798°N,0.315929°E ca:Carrer del Castell 557 msnm | bé d'interès cultural bé cultural d'interès nacional |                     | Modifica les dades a Wikidata |

## cova
| imatge | Nom                | Ubicat a           | instància de | Detalls | coordenades                                                          | Protecció | Commons (més fotos) | Dades a WD                    |
| ------ | ------------------ | ------------------ | ------------ | ------- | -------------------------------------------------------------------- | --------- | ------------------- | ----------------------------- |
|        | Coves Roges        | Horta de Sant Joan | cova         |         | 40° 51′ 53″ N, 0° 19′ 28″ E / 40.8647753151725°N,0.324462473232153°E |           |                     | Modifica les dades a Wikidata |
|        | Covetes Roges      | Horta de Sant Joan | cova         |         | 40° 51′ 53″ N, 0° 19′ 42″ E / 40.8645873597783°N,0.328397112195854°E |           |                     | Modifica les dades a Wikidata |
|        | cova de Cantes     | Horta de Sant Joan | cova         |         | 40° 58′ 28″ N, 0° 22′ 32″ E / 40.9745298621183°N,0.375575785707517°E |           |                     | Modifica les dades a Wikidata |
|        | cova de Tramuntano | Horta de Sant Joan | cova         |         | 40° 54′ 04″ N, 0° 19′ 33″ E / 40.900972328215°N,0.325923541552888°E  |           |                     | Modifica les dades a Wikidata |
|        | cova de l'Angerra  | Horta de Sant Joan | cova         |         | 40° 53′ 51″ N, 0° 19′ 33″ E / 40.8974235910597°N,0.325924114874759°E |           |                     | Modifica les dades a Wikidata |
|        | cova de la Pineda  | Horta de Sant Joan | cova         |         | 40° 53′ 25″ N, 0° 19′ 28″ E / 40.8903749002674°N,0.324534606959373°E |           |                     | Modifica les dades a Wikidata |
|        | cova del Conill    | Horta de Sant Joan | cova         |         | 40° 56′ 29″ N, 0° 20′ 27″ E / 40.9414243531056°N,0.340790099834905°E |           |                     | Modifica les dades a Wikidata |
|        | cova del Faralló   | Horta de Sant Joan | cova         |         | 40° 54′ 09″ N, 0° 19′ 53″ E / 40.9024616913113°N,0.331502257678606°E |           |                     | Modifica les dades a Wikidata |
|        | coves dels Covars  | Horta de Sant Joan | cova         |         | 40° 55′ 21″ N, 0° 21′ 22″ E / 40.9225561830988°N,0.356117273865898°E |           |                     | Modifica les dades a Wikidata |

## curs d'aigua
| imatge | Nom          | Ubicat a                                                                  | instància de                                | Detalls                           | coordenades                                                                                             | Protecció | Commons (més fotos) | Dades a WD                    |
| ------ | ------------ | ------------------------------------------------------------------------- | ------------------------------------------- | --------------------------------- | --- | --------- | ------------------- | ----------------------------- |
|        | Algars       | província de Saragossa província de Terol Terra Alta Catalunya            | curs d'aigua lloc d'importància comunitària | Desemboca: Matarranya Llarg: 50km | 41° 12′ 44″ N, 0° 15′ 48″ E / 41.21221°N,0.26326°E 41° 00′ 29″ N, 0° 17′ 06″ E / 41.008°N,0.285°E       |           | Algars River        | Modifica les dades a Wikidata |
|        | el Canaletes | Horta de Sant Joan Bot Prat de Comte Gandesa el Pinell de Brai Benifallet | curs d'aigua                                | Desemboca: Ebre                   | 40° 53′ 03″ N, 0° 21′ 33″ E / 40.88405°N,0.359131°E 40° 57′ 44″ N, 0° 30′ 33″ E / 40.96218°N,0.509157°E |           | El Canaletes        | Modifica les dades a Wikidata |

## edifici
| imatge | Nom                              | Ubicat a           | instància de | Detalls                                                              | coordenades                                                                 | Protecció                                  | Commons (més fotos)             | Dades a WD                    |
| ------ | -------------------------------- | ------------------ | ------------ | -------------------------------------------------------------------- | --------------------------------------------------------------------------- | ------------------------------------------ | ------------------------------- | ----------------------------- |
|        | Antiga presó d'Horta             | Horta de Sant Joan | edifici      | Estil: arquitectura gòtica arquitectura popular No/unknown value     | 40° 57′ 14″ N, 0° 19′ 00″ E / 40.953898°N,0.316788°E ca:Baixada del Tambó   | bé integrant del patrimoni cultural català |                                 | Modifica les dades a Wikidata |
|        | Escoles                          | Horta de Sant Joan | edifici      | Estil: arquitectura popular                                          | 40° 57′ 18″ N, 0° 19′ 00″ E / 40.954947°N,0.316638°E                        | bé integrant del patrimoni cultural català |                                 | Modifica les dades a Wikidata |
|        | Sant Antoni d'Horta de Sant Joan | Horta de Sant Joan | edifici      | Estil: arquitectura popular                                          | 40° 57′ 13″ N, 0° 20′ 46″ E / 40.953552°N,0.34606°E                         | bé integrant del patrimoni cultural català |                                 | Modifica les dades a Wikidata |
|        | forn de Manelet de la Curra      | Horta de Sant Joan | edifici      | Estil: arquitectura popular                                          | 40° 57′ 12″ N, 0° 19′ 02″ E / 40.953212°N,0.317292°E                        | bé integrant del patrimoni cultural català |                                 | Modifica les dades a Wikidata |
|        | l'Hospital                       | Horta de Sant Joan | edifici      | Estil: arquitectura gòtica arquitectura del Renaixement 16th century | 40° 57′ 10″ N, 0° 19′ 01″ E / 40.95264°N,0.317078°E ca:C. Hospital 519 msnm | bé cultural d'interès local                | L'Hospital (Horta de Sant Joan) | Modifica les dades a Wikidata |

## entitat singular de població
| imatge | Nom                | Ubicat a           | instància de                                   | Detalls  | coordenades                                                                     | Protecció | Commons (més fotos) | Dades a WD                    |
| ------ | ------------------ | ------------------ | ---------------------------------------------- | -------- | ------------------------------------------------------------------------------- | --------- | ------------------- | ----------------------------- |
|        | Horta de Sant Joan | Horta de Sant Joan | entitat singular de població capital municipal | 1135 hab | 40° 57′ 18″ N, 0° 18′ 54″ E / 40.95496067°N,0.3148646°E 522 msnm                |           |                     | Modifica les dades a Wikidata |
|        | les Montcades      | Horta de Sant Joan | entitat singular de població                   | 22 hab   | 40° 56′ 29″ N, 0° 17′ 09″ E / 40.941396339258°N,0.28570074851924°E 462.794 msnm |           |                     | Modifica les dades a Wikidata |

## església
| imatge | Nom                                     | Ubicat a           | instància de    | Detalls                                                | coordenades                                                                                          | Protecció                                            | Commons (més fotos)                           | Dades a WD                    |
| ------ | --------------------------------------- | ------------------ | --------------- | ------------------------------------------------------ | --- | ---------------------------------------------------- | --------------------------------------------- | ----------------------------- |
|        | Convent de Sant Salvador d'Horta        | Horta de Sant Joan | església        | Estil: arquitectura romànica                           | 40° 57′ 24″ N, 0° 19′ 54″ E / 40.956666666667°N,0.33166666666667°E                                   | bé d'interès cultural bé cultural d'interès nacional | Convent de Sant Salvador (Horta de Sant Joan) | Modifica les dades a Wikidata |
|        | Sant Antoni Abat d'Horta de Sant Joan   | Horta de Sant Joan | església ermita | Estil: arquitectura popular 17th century               | 40° 57′ 30″ N, 0° 20′ 29″ E / 40.958399°N,0.341526°E                                                 | bé integrant del patrimoni cultural català           | Sant Antoni Abat d'Horta de Sant Joan         | Modifica les dades a Wikidata |
|        | Sant Joan Baptista d'Horta de Sant Joan | Horta de Sant Joan | església        | Estil: arquitectura gòtica                             | 40° 57′ 14″ N, 0° 19′ 01″ E / 40.953956°N,0.316929°E                                                 | bé cultural d'interès local                          | Sant Joan Baptista d'Horta de Sant Joan       | Modifica les dades a Wikidata |
|        | Santa Bàrbara d'Horta de Sant Joan      | Horta de Sant Joan | església ermita | Estil: arquitectura popular 17th century Estat: ruïnós | 40° 57′ 25″ N, 0° 20′ 18″ E / 40.956895°N,0.338396°E ca:Muntanya de Santa Bàrbara                    | bé integrant del patrimoni cultural català           | Santa Bàrbara d'Horta de Sant Joan            | Modifica les dades a Wikidata |
|        | capella de Sant Onofre                  | Horta de Sant Joan | església ermita | Estil: arquitectura gòtica 14th century                | 40° 57′ 25″ N, 0° 19′ 59″ E / 40.956815°N,0.333092°E ca:Muntanya de Santa Bàrbara 528 msnm           | bé integrant del patrimoni cultural català           | Capella de Sant Onofre (Horta de Sant Joan)   | Modifica les dades a Wikidata |
|        | capella de Sant Pau                     | Horta de Sant Joan | església        | Estil: arquitectura gòtica 13rd century                | 40° 57′ 25″ N, 0° 19′ 59″ E / 40.9568277778°N,0.333097222222°E ca:Muntanya de Santa Bàrbara 528 msnm | bé integrant del patrimoni cultural català           | Capella de Sant Pau (Horta de Sant Joan)      | Modifica les dades a Wikidata |

## estació de ferrocarril
| imatge | Nom                            | Ubicat a           | instància de           | Detalls | coordenades                                                             | Protecció | Commons (més fotos)             | Dades a WD                    |
| ------ | ------------------------------ | ------------------ | ---------------------- | ------- | ----------------------------------------------------------------------- | --------- | ------------------------------- | ----------------------------- |
|        | Estació d'Arnes-Lledó d'Algars | Horta de Sant Joan | estació de ferrocarril |         | 40° 56′ 35″ N, 0° 16′ 34″ E / 40.94297645784355°N,0.27598832825211567°E |           |                                 | Modifica les dades a Wikidata |
|        | Estació d'Horta de Sant Joan   | Horta de Sant Joan | estació de ferrocarril |         | 40° 57′ 53″ N, 0° 19′ 12″ E / 40.96458383232882°N,0.3199803040287845°E  |           | Horta de San Juan train station | Modifica les dades a Wikidata |

## font
| imatge | Nom                       | Ubicat a           | instància de | Detalls                     | coordenades                                                          | Protecció                                  | Commons (més fotos) | Dades a WD                    |
| ------ | ------------------------- | ------------------ | ------------ | --------------------------- | -------------------------------------------------------------------- | ------------------------------------------ | ------------------- | ----------------------------- |
|        | Font de l'Hort del Frare  | Horta de Sant Joan | font         | Estil: arquitectura popular |                                                                      | bé integrant del patrimoni cultural català |                     | Modifica les dades a Wikidata |
|        | font Blanca               | Horta de Sant Joan | font         |                             | 40° 53′ 18″ N, 0° 20′ 00″ E / 40.88829914°N,0.333294153532387°E      |                                            |                     | Modifica les dades a Wikidata |
|        | font de Bassiolet         | Horta de Sant Joan | font         |                             | 40° 53′ 17″ N, 0° 18′ 59″ E / 40.8880734967991°N,0.316366417757687°E |                                            |                     | Modifica les dades a Wikidata |
|        | font de Montcada          | Horta de Sant Joan | font         |                             | 40° 55′ 47″ N, 0° 17′ 10″ E / 40.929698777972°N,0.28617986139467°E   |                                            |                     | Modifica les dades a Wikidata |
|        | font de Montsagre d'Horta | Horta de Sant Joan | font         |                             | 40° 55′ 59″ N, 0° 21′ 43″ E / 40.9331126853534°N,0.362026402245523°E |                                            |                     | Modifica les dades a Wikidata |
|        | font de Pessetes          | Horta de Sant Joan | font         |                             | 40° 56′ 51″ N, 0° 21′ 20″ E / 40.94752374723°N,0.35553577535794°E    |                                            |                     | Modifica les dades a Wikidata |
|        | font de l'Hort del Frare  | Horta de Sant Joan | font         |                             | 40° 57′ 40″ N, 0° 20′ 04″ E / 40.9610225166052°N,0.334513817813295°E |                                            |                     | Modifica les dades a Wikidata |
|        | font de les Fanecades     | Horta de Sant Joan | font         |                             | 40° 52′ 53″ N, 0° 18′ 59″ E / 40.8815176126151°N,0.316252182248487°E |                                            |                     | Modifica les dades a Wikidata |
|        | font del Saüquer          | Horta de Sant Joan | font         |                             | 40° 53′ 56″ N, 0° 21′ 31″ E / 40.898958154169°N,0.35865934096587°E   |                                            |                     | Modifica les dades a Wikidata |

## granja
| imatge | Nom                       | Ubicat a           | instància de | Detalls | coordenades                                                          | Protecció | Commons (més fotos) | Dades a WD                    |
| ------ | ------------------------- | ------------------ | ------------ | ------- | -------------------------------------------------------------------- | --------- | ------------------- | ----------------------------- |
|        | Granges d'Enric Messeguer | Horta de Sant Joan | granja       |         | 40° 57′ 20″ N, 0° 19′ 34″ E / 40.9555924980264°N,0.326012051394202°E |           |                     | Modifica les dades a Wikidata |
|        | Granges de Joan Antoni    | Horta de Sant Joan | granja       |         | 40° 56′ 28″ N, 0° 18′ 22″ E / 40.9411565672115°N,0.305998370926251°E |           |                     | Modifica les dades a Wikidata |
|        | Granges de Joan Selma     | Horta de Sant Joan | granja       |         | 40° 57′ 20″ N, 0° 19′ 29″ E / 40.9556279339258°N,0.324822562348598°E |           |                     | Modifica les dades a Wikidata |
|        | Granges de Lloà           | Horta de Sant Joan | granja       |         | 40° 57′ 13″ N, 0° 18′ 39″ E / 40.9536276309751°N,0.310860957653107°E |           |                     | Modifica les dades a Wikidata |
|        | Granges de Malràs         | Horta de Sant Joan | granja       |         | 40° 55′ 42″ N, 0° 17′ 26″ E / 40.9283917029534°N,0.290544501305551°E |           |                     | Modifica les dades a Wikidata |
|        | Granges de Manuel Pujol   | Horta de Sant Joan | granja       |         | 40° 57′ 13″ N, 0° 19′ 37″ E / 40.9535879447499°N,0.3269602478746°E   |           |                     | Modifica les dades a Wikidata |
|        | Granges de Terrats        | Horta de Sant Joan | granja       |         | 40° 56′ 07″ N, 0° 16′ 48″ E / 40.9353285191187°N,0.279904253651278°E |           |                     | Modifica les dades a Wikidata |
|        | Granges de la Bellida     | Horta de Sant Joan | granja       |         | 40° 56′ 18″ N, 0° 20′ 09″ E / 40.938358234288°N,0.335948361081488°E  |           |                     | Modifica les dades a Wikidata |
|        | Granges del Secretari     | Horta de Sant Joan | granja       |         | 40° 57′ 00″ N, 0° 16′ 46″ E / 40.9498920175138°N,0.279496297855106°E |           |                     | Modifica les dades a Wikidata |
|        | Granja Vella del Garrut   | Horta de Sant Joan | granja       |         | 40° 58′ 19″ N, 0° 18′ 44″ E / 40.9720662626767°N,0.312084539336499°E |           |                     | Modifica les dades a Wikidata |
|        | Granja de Baró            | Horta de Sant Joan | granja       |         | 40° 57′ 19″ N, 0° 18′ 30″ E / 40.9553001628835°N,0.308428819031897°E |           |                     | Modifica les dades a Wikidata |
|        | Granja de Bernús          | Horta de Sant Joan | granja       |         | 40° 58′ 27″ N, 0° 17′ 09″ E / 40.974182311986°N,0.285937240384553°E  |           |                     | Modifica les dades a Wikidata |
|        | Granja de Calderer        | Horta de Sant Joan | granja       |         | 40° 57′ 01″ N, 0° 19′ 22″ E / 40.9503187944617°N,0.322708608395943°E |           |                     | Modifica les dades a Wikidata |
|        | Granja de Canio           | Horta de Sant Joan | granja       |         | 40° 56′ 59″ N, 0° 19′ 17″ E / 40.9498349411893°N,0.321266984031092°E |           |                     | Modifica les dades a Wikidata |
|        | Granja de Cascaborres     | Horta de Sant Joan | granja       |         | 40° 59′ 20″ N, 0° 20′ 38″ E / 40.9889739121428°N,0.344002442167541°E |           |                     | Modifica les dades a Wikidata |
|        | Granja de Clavell         | Horta de Sant Joan | granja       |         | 41° 00′ 14″ N, 0° 21′ 22″ E / 41.0040152198311°N,0.35613168046834°E  |           |                     | Modifica les dades a Wikidata |
|        | Granja de Discuenta       | Horta de Sant Joan | granja       |         | 40° 55′ 58″ N, 0° 18′ 39″ E / 40.9326943319645°N,0.310807932874144°E |           |                     | Modifica les dades a Wikidata |
|        | Granja de Floreal         | Horta de Sant Joan | granja       |         | 40° 57′ 56″ N, 0° 18′ 57″ E / 40.9655605549843°N,0.315830252626756°E |           |                     | Modifica les dades a Wikidata |
|        | Granja de Llobet          | Horta de Sant Joan | granja       |         | 40° 57′ 05″ N, 0° 18′ 20″ E / 40.9513691325791°N,0.305559237099138°E |           |                     | Modifica les dades a Wikidata |
|        | Granja de Macianet        | Horta de Sant Joan | granja       |         | 40° 55′ 34″ N, 0° 18′ 53″ E / 40.9259944660013°N,0.314725450130168°E |           |                     | Modifica les dades a Wikidata |
|        | Granja de Pepo            | Horta de Sant Joan | granja       |         | 40° 57′ 14″ N, 0° 18′ 35″ E / 40.953836097216°N,0.30975951053193°E   |           |                     | Modifica les dades a Wikidata |
|        | Granja de l'Havanero      | Horta de Sant Joan | granja       |         | 40° 57′ 11″ N, 0° 18′ 32″ E / 40.9531829286265°N,0.308788114196734°E |           |                     | Modifica les dades a Wikidata |
|        | Granja del Garrut         | Horta de Sant Joan | granja       |         | 40° 58′ 20″ N, 0° 18′ 32″ E / 40.972210716525°N,0.309012718387002°E  |           |                     | Modifica les dades a Wikidata |
|        | Granja del Gat            | Horta de Sant Joan | granja       |         | 40° 56′ 10″ N, 0° 18′ 30″ E / 40.9361199130077°N,0.308234123036733°E |           |                     | Modifica les dades a Wikidata |
|        | Granja dels Bascos        | Horta de Sant Joan | granja       |         | 40° 55′ 54″ N, 0° 18′ 39″ E / 40.9317380090472°N,0.31073985072497°E  |           |                     | Modifica les dades a Wikidata |
|        | Granja dels Conillers     | Horta de Sant Joan | granja       |         | 40° 55′ 59″ N, 0° 19′ 06″ E / 40.9329399796409°N,0.318256401278074°E |           |                     | Modifica les dades a Wikidata |
|        | Montcades                 | Horta de Sant Joan | granja       |         | 40° 57′ 04″ N, 0° 16′ 42″ E / 40.9511369304857°N,0.278435385270758°E |           |                     | Modifica les dades a Wikidata |

## indret
| imatge | Nom                 | Ubicat a           | instància de | Detalls | coordenades                                          | Protecció | Commons (més fotos) | Dades a WD                    |
| ------ | ------------------- | ------------------ | ------------ | ------- | ---------------------------------------------------- | --------- | ------------------- | ----------------------------- |
|        | Solans              | Horta de Sant Joan | indret       |         | 40° 58′ 07″ N, 0° 19′ 54″ E / 40.968744°N,0.331795°E |           |                     | Modifica les dades a Wikidata |
|        | les Olles del Baubo | Horta de Sant Joan | indret       |         | 40° 58′ 55″ N, 0° 21′ 23″ E / 40.981993°N,0.35641°E  |           | Les Olles del Baubo | Modifica les dades a Wikidata |

## masia
| imatge | Nom                         | Ubicat a           | instància de | Detalls                                  | coordenades | Protecció                                  | Commons (més fotos)               | Dades a WD                    |
| ------ | --------------------------- | ------------------ | ------------ | ---------------------------------------- | --- | ------------------------------------------ | --------------------------------- | ----------------------------- |
|        | Caseta de Josep de Meix     | Horta de Sant Joan | masia        |                                          | 40° 57′ 35″ N, 0° 21′ 20″ E / 40.9598569382484°N,0.355460068849202°E                                                                   |                                            |                                   | Modifica les dades a Wikidata |
|        | Caseta de Mulet             | Horta de Sant Joan | masia        |                                          | 40° 59′ 26″ N, 0° 18′ 40″ E / 40.990626726642°N,0.31102070888853°E                                                                     |                                            |                                   | Modifica les dades a Wikidata |
|        | Caseta de Primitivo         | Horta de Sant Joan | masia        |                                          | 40° 59′ 50″ N, 0° 18′ 15″ E / 40.9971984405041°N,0.304120540747314°E                                                                   |                                            |                                   | Modifica les dades a Wikidata |
|        | Caseta de Pujolet           | Horta de Sant Joan | masia        |                                          | 40° 59′ 17″ N, 0° 20′ 41″ E / 40.988136295677°N,0.34478492323753°E                                                                     |                                            |                                   | Modifica les dades a Wikidata |
|        | Caseta de Solsona           | Horta de Sant Joan | masia        |                                          | 40° 59′ 50″ N, 0° 17′ 20″ E / 40.9971633515007°N,0.288810208540386°E                                                                   |                                            |                                   | Modifica les dades a Wikidata |
|        | Caseta de Xim               | Horta de Sant Joan | masia        |                                          | 40° 58′ 10″ N, 0° 18′ 38″ E / 40.9693271374641°N,0.310496507984974°E                                                                   |                                            |                                   | Modifica les dades a Wikidata |
|        | Caseta de la Renfe          | Horta de Sant Joan | masia        |                                          | 40° 53′ 33″ N, 0° 21′ 16″ E / 40.8925778625487°N,0.354415750325019°E                                                                   |                                            |                                   | Modifica les dades a Wikidata |
|        | Caseta del Picaro           | Horta de Sant Joan | masia        |                                          | 40° 59′ 06″ N, 0° 18′ 04″ E / 40.9848697887864°N,0.301116727974204°E                                                                   |                                            |                                   | Modifica les dades a Wikidata |
|        | Coll d'en Gra de Blai       | Horta de Sant Joan | masia        |                                          | 40° 57′ 47″ N, 0° 22′ 00″ E / 40.963049369027°N,0.366644178769889°E                                                                    |                                            |                                   | Modifica les dades a Wikidata |
|        | Coll d'en Gra de l'Antolina | Horta de Sant Joan | masia        |                                          | 40° 57′ 55″ N, 0° 22′ 04″ E / 40.9653335597827°N,0.367670260431095°E                                                                   |                                            |                                   | Modifica les dades a Wikidata |
|        | Mas d'Almenara              | Horta de Sant Joan | masia        |                                          | 41° 00′ 11″ N, 0° 20′ 49″ E / 41.0031073886789°N,0.346811217816416°E                                                                   |                                            |                                   | Modifica les dades a Wikidata |
|        | Mas d'Altadill              | Horta de Sant Joan | masia        |                                          | 40° 58′ 34″ N, 0° 21′ 01″ E / 40.976038939458°N,0.350214257307193°E                                                                    |                                            |                                   | Modifica les dades a Wikidata |
|        | Mas d'Altarill              | Horta de Sant Joan | masia        |                                          | 41° 00′ 03″ N, 0° 20′ 59″ E / 41.0008775576103°N,0.349718338030592°E                                                                   |                                            |                                   | Modifica les dades a Wikidata |
|        | Mas d'Andill                | Horta de Sant Joan | masia        |                                          | 40° 56′ 22″ N, 0° 20′ 47″ E / 40.9395803215451°N,0.346363495860131°E                                                                   |                                            |                                   | Modifica les dades a Wikidata |
|        | Mas d'Avelino               | Horta de Sant Joan | masia        |                                          | 40° 55′ 19″ N, 0° 19′ 21″ E / 40.9218502234475°N,0.322421747474328°E                                                                   |                                            |                                   | Modifica les dades a Wikidata |
|        | Mas d'Emiliano              | Horta de Sant Joan | masia        |                                          | 40° 59′ 06″ N, 0° 19′ 14″ E / 40.9849644549144°N,0.320605639787492°E                                                                   |                                            |                                   | Modifica les dades a Wikidata |
|        | Mas d'Espolsaigualeres      | Horta de Sant Joan | masia        |                                          | 40° 53′ 59″ N, 0° 21′ 21″ E / 40.8996914576035°N,0.35590085448023°E                                                                    |                                            |                                   | Modifica les dades a Wikidata |
|        | Mas d'en Pujol              | Horta de Sant Joan | masia        |                                          | 40° 53′ 00″ N, 0° 19′ 42″ E / 40.8834613887608°N,0.328195516117937°E                                                                   |                                            |                                   | Modifica les dades a Wikidata |
|        | Mas de Barceló              | Horta de Sant Joan | masia        |                                          | 40° 58′ 16″ N, 0° 20′ 49″ E / 40.9709829167612°N,0.346946746687355°E                                                                   |                                            |                                   | Modifica les dades a Wikidata |
|        | Mas de Bellido              | Horta de Sant Joan | masia        |                                          | 40° 56′ 19″ N, 0° 16′ 45″ E / 40.9387040168795°N,0.279053034583267°E                                                                   |                                            |                                   | Modifica les dades a Wikidata |
|        | Mas de Blanco               | Horta de Sant Joan | masia        |                                          | 40° 53′ 47″ N, 0° 18′ 45″ E / 40.8963878542366°N,0.312374769994882°E                                                                   |                                            |                                   | Modifica les dades a Wikidata |
|        | Mas de Bordes               | Horta de Sant Joan | masia        |                                          | 40° 57′ 55″ N, 0° 19′ 17″ E / 40.9652516957657°N,0.321522516793503°E                                                                   |                                            |                                   | Modifica les dades a Wikidata |
|        | Mas de Borles               | Horta de Sant Joan | masia        |                                          | 40° 58′ 33″ N, 0° 20′ 14″ E / 40.9757211737992°N,0.337213761402036°E                                                                   |                                            |                                   | Modifica les dades a Wikidata |
|        | Mas de Borrasquer           | Horta de Sant Joan | masia        |                                          | 40° 58′ 18″ N, 0° 20′ 04″ E / 40.9715615017208°N,0.334552864170268°E                                                                   |                                            |                                   | Modifica les dades a Wikidata |
|        | Mas de Borrell              | Horta de Sant Joan | masia        |                                          | 40° 58′ 44″ N, 0° 18′ 03″ E / 40.9789653618787°N,0.30090596766249°E                                                                    |                                            |                                   | Modifica les dades a Wikidata |
|        | Mas de Cabossa              | Horta de Sant Joan | masia        |                                          | 40° 59′ 56″ N, 0° 21′ 30″ E / 40.998924654211°N,0.35823632587569°E                                                                     |                                            |                                   | Modifica les dades a Wikidata |
|        | Mas de Calcilles            | Horta de Sant Joan | masia        |                                          | 40° 59′ 12″ N, 0° 19′ 37″ E / 40.9865469270696°N,0.327078917571538°E                                                                   |                                            |                                   | Modifica les dades a Wikidata |
|        | Mas de Calderera            | Horta de Sant Joan | masia        |                                          | 41° 00′ 59″ N, 0° 17′ 47″ E / 41.0163246627145°N,0.296253041789976°E                                                                   |                                            |                                   | Modifica les dades a Wikidata |
|        | Mas de Cames                | Horta de Sant Joan | masia        |                                          | 40° 58′ 43″ N, 0° 19′ 06″ E / 40.9785148137367°N,0.318252203772491°E                                                                   |                                            |                                   | Modifica les dades a Wikidata |
|        | Mas de Canelo               | Horta de Sant Joan | masia        |                                          | 40° 58′ 37″ N, 0° 19′ 32″ E / 40.9770392309889°N,0.325680352583037°E                                                                   |                                            |                                   | Modifica les dades a Wikidata |
|        | Mas de Carrasco             | Horta de Sant Joan | masia        |                                          | 40° 59′ 08″ N, 0° 17′ 33″ E / 40.9856480181487°N,0.292443896706285°E                                                                   |                                            |                                   | Modifica les dades a Wikidata |
|        | Mas de Cases                | Horta de Sant Joan | masia        | Estat: ruïnós                            | 40° 51′ 46″ N, 0° 18′ 24″ E / 40.8627131404724°N,0.3066903414916°E 607 msnm                                                            |                                            | Mas de Cases (Horta de Sant Joan) | Modifica les dades a Wikidata |
|        | Mas de Casol                | Horta de Sant Joan | masia        |                                          | 40° 58′ 08″ N, 0° 20′ 55″ E / 40.96898393018°N,0.3487370952647°E                                                                       |                                            |                                   | Modifica les dades a Wikidata |
|        | Mas de Cassol de Lledó      | Horta de Sant Joan | masia        |                                          | 40° 58′ 17″ N, 0° 17′ 49″ E / 40.9714927978622°N,0.296813887911271°E                                                                   |                                            |                                   | Modifica les dades a Wikidata |
|        | Mas de Censal               | Horta de Sant Joan | masia        |                                          | 40° 59′ 31″ N, 0° 21′ 03″ E / 40.9919883476192°N,0.350918579998149°E                                                                   |                                            |                                   | Modifica les dades a Wikidata |
|        | Mas de Ciceró               | Horta de Sant Joan | masia        |                                          | 40° 59′ 24″ N, 0° 19′ 31″ E / 40.9901167079223°N,0.325270504823192°E                                                                   |                                            |                                   | Modifica les dades a Wikidata |
|        | Mas de Cireró               | Horta de Sant Joan | masia        |                                          | 40° 59′ 24″ N, 0° 19′ 44″ E / 40.9901293145902°N,0.328919239484624°E                                                                   |                                            |                                   | Modifica les dades a Wikidata |
|        | Mas de Clero                | Horta de Sant Joan | masia        |                                          | 40° 59′ 06″ N, 0° 17′ 40″ E / 40.9850633417357°N,0.294393332849519°E                                                                   |                                            |                                   | Modifica les dades a Wikidata |
|        | Mas de Corretja             | Horta de Sant Joan | masia        |                                          | 40° 52′ 08″ N, 0° 17′ 50″ E / 40.8689671617766°N,0.297205793121375°E                                                                   |                                            |                                   | Modifica les dades a Wikidata |
|        | Mas de Cortès               | Horta de Sant Joan | masia        |                                          | 40° 59′ 00″ N, 0° 18′ 50″ E / 40.9832509445564°N,0.313935941083017°E                                                                   |                                            |                                   | Modifica les dades a Wikidata |
|        | Mas de Cuera                | Horta de Sant Joan | masia        |                                          | 40° 59′ 10″ N, 0° 18′ 47″ E / 40.9861233508278°N,0.313129913975562°E                                                                   |                                            |                                   | Modifica les dades a Wikidata |
|        | Mas de Curassana            | Horta de Sant Joan | masia        |                                          | 40° 54′ 02″ N, 0° 19′ 01″ E / 40.9005231919372°N,0.31706237043747°E                                                                    |                                            |                                   | Modifica les dades a Wikidata |
|        | Mas de Don Pedro            | Horta de Sant Joan | masia        |                                          | 40° 55′ 55″ N, 0° 20′ 22″ E / 40.93184373163°N,0.33953481569434°E                                                                      |                                            |                                   | Modifica les dades a Wikidata |
|        | Mas de Famus                | Horta de Sant Joan | masia        |                                          | 40° 59′ 40″ N, 0° 18′ 19″ E / 40.9943811119808°N,0.305352826630957°E                                                                   |                                            |                                   | Modifica les dades a Wikidata |
|        | Mas de Fandos               | Horta de Sant Joan | masia        |                                          | 40° 54′ 47″ N, 0° 20′ 55″ E / 40.91313813324°N,0.34859636569965°E                                                                      |                                            |                                   | Modifica les dades a Wikidata |
|        | Mas de Faustino             | Horta de Sant Joan | masia        |                                          | 41° 00′ 18″ N, 0° 18′ 24″ E / 41.0048925891823°N,0.306529454747707°E                                                                   |                                            |                                   | Modifica les dades a Wikidata |
|        | Mas de Ferràs               | Horta de Sant Joan | masia        |                                          | 41° 00′ 03″ N, 0° 19′ 08″ E / 41.0008824931108°N,0.318795537559853°E                                                                   |                                            |                                   | Modifica les dades a Wikidata |
|        | Mas de Fortunyo             | Horta de Sant Joan | masia        |                                          | 40° 55′ 32″ N, 0° 18′ 15″ E / 40.92561741954°N,0.30415950985711°E 40° 59′ 43″ N, 0° 18′ 29″ E / 40.9952089985197°N,0.308017593162311°E |                                            |                                   | Modifica les dades a Wikidata |
|        | Mas de Franxo               | Horta de Sant Joan | masia        |                                          | 40° 52′ 41″ N, 0° 19′ 15″ E / 40.8779572616655°N,0.320786742343663°E                                                                   |                                            |                                   | Modifica les dades a Wikidata |
|        | Mas de Gandesol             | Horta de Sant Joan | masia        |                                          | 41° 00′ 13″ N, 0° 21′ 03″ E / 41.0036707237944°N,0.350937960088682°E                                                                   |                                            |                                   | Modifica les dades a Wikidata |
|        | Mas de Ganxet               | Horta de Sant Joan | masia        |                                          | 40° 56′ 08″ N, 0° 19′ 32″ E / 40.9355975739542°N,0.325643226883686°E                                                                   |                                            |                                   | Modifica les dades a Wikidata |
|        | Mas de Ganxos               | Horta de Sant Joan | masia        |                                          | 40° 55′ 26″ N, 0° 19′ 02″ E / 40.9239749581798°N,0.317348478791703°E                                                                   |                                            |                                   | Modifica les dades a Wikidata |
|        | Mas de Garcia               | Horta de Sant Joan | masia        |                                          | 41° 00′ 38″ N, 0° 16′ 06″ E / 41.0106071075815°N,0.268461246440244°E                                                                   |                                            |                                   | Modifica les dades a Wikidata |
|        | Mas de Garí                 | Horta de Sant Joan | masia        |                                          | 40° 59′ 23″ N, 0° 19′ 31″ E / 40.989801763241°N,0.325283241410759°E                                                                    |                                            |                                   | Modifica les dades a Wikidata |
|        | Mas de Gotes                | Horta de Sant Joan | masia        |                                          | 41° 00′ 29″ N, 0° 18′ 17″ E / 41.0080464004033°N,0.304665000787521°E                                                                   |                                            |                                   | Modifica les dades a Wikidata |
|        | Mas de Gotxes               | Horta de Sant Joan | masia        |                                          | 40° 58′ 15″ N, 0° 19′ 10″ E / 40.9708939654815°N,0.319369088002211°E                                                                   |                                            |                                   | Modifica les dades a Wikidata |
|        | Mas de Guia                 | Horta de Sant Joan | masia        |                                          | 41° 00′ 19″ N, 0° 19′ 22″ E / 41.0052277973093°N,0.322840069226594°E                                                                   |                                            |                                   | Modifica les dades a Wikidata |
|        | Mas de Jaumet               | Horta de Sant Joan | masia        |                                          | 41° 00′ 07″ N, 0° 18′ 06″ E / 41.0018811801769°N,0.301777709789554°E                                                                   |                                            |                                   | Modifica les dades a Wikidata |
|        | Mas de Javiel               | Horta de Sant Joan | masia        |                                          | 40° 58′ 39″ N, 0° 17′ 25″ E / 40.977528454534°N,0.29016122332605°E                                                                     |                                            |                                   | Modifica les dades a Wikidata |
|        | Mas de Joaquim              | Horta de Sant Joan | masia        |                                          | 40° 56′ 17″ N, 0° 17′ 40″ E / 40.9381598303437°N,0.294575375209053°E                                                                   |                                            |                                   | Modifica les dades a Wikidata |
|        | Mas de Jordan               | Horta de Sant Joan | masia        |                                          | 40° 59′ 25″ N, 0° 17′ 37″ E / 40.9902214015421°N,0.293504788786522°E                                                                   |                                            |                                   | Modifica les dades a Wikidata |
|        | Mas de Josepó               | Horta de Sant Joan | masia        |                                          | 40° 51′ 34″ N, 0° 18′ 02″ E / 40.8594069028611°N,0.300501224464394°E 697 msnm                                                          |                                            | Mas de Josepó                     | Modifica les dades a Wikidata |
|        | Mas de Leonet               | Horta de Sant Joan | masia        |                                          | 40° 59′ 06″ N, 0° 18′ 05″ E / 40.9850373210114°N,0.301347609519583°E                                                                   |                                            |                                   | Modifica les dades a Wikidata |
|        | Mas de Leron                | Horta de Sant Joan | masia        |                                          | 40° 57′ 32″ N, 0° 22′ 13″ E / 40.958962917418°N,0.370311672322157°E                                                                    |                                            |                                   | Modifica les dades a Wikidata |
|        | Mas de Lliberós             | Horta de Sant Joan | masia        |                                          | 40° 53′ 13″ N, 0° 18′ 07″ E / 40.887010479582°N,0.301918773182908°E                                                                    |                                            |                                   | Modifica les dades a Wikidata |
|        | Mas de Lloba                | Horta de Sant Joan | masia        |                                          | 40° 57′ 15″ N, 0° 21′ 07″ E / 40.9541580664953°N,0.352040386310788°E                                                                   |                                            |                                   | Modifica les dades a Wikidata |
|        | Mas de Lloà                 | Horta de Sant Joan | masia        |                                          | 40° 55′ 24″ N, 0° 19′ 56″ E / 40.9234253638485°N,0.332083592264589°E                                                                   |                                            |                                   | Modifica les dades a Wikidata |
|        | Mas de Mala-rama            | Horta de Sant Joan | masia        |                                          | 40° 59′ 26″ N, 0° 18′ 10″ E / 40.99043237825°N,0.30270792062224°E                                                                      |                                            |                                   | Modifica les dades a Wikidata |
|        | Mas de Manescal             | Horta de Sant Joan | masia        |                                          | 41° 00′ 11″ N, 0° 19′ 07″ E / 41.0031419090571°N,0.318739570176468°E                                                                   |                                            |                                   | Modifica les dades a Wikidata |
|        | Mas de Manresa              | Horta de Sant Joan | masia        | Estil: arquitectura popular              | 40° 54′ 52″ N, 0° 18′ 10″ E / 40.91446°N,0.30283°E                                                                                     | bé integrant del patrimoni cultural català |                                   | Modifica les dades a Wikidata |
|        | Mas de Manuel de Joaquim    | Horta de Sant Joan | masia        |                                          | 40° 56′ 47″ N, 0° 18′ 27″ E / 40.9463855116305°N,0.307365614523135°E                                                                   |                                            |                                   | Modifica les dades a Wikidata |
|        | Mas de Marian               | Horta de Sant Joan | masia        |                                          | 40° 57′ 03″ N, 0° 21′ 41″ E / 40.9507079801337°N,0.361444522575368°E                                                                   |                                            |                                   | Modifica les dades a Wikidata |
|        | Mas de Martinés             | Horta de Sant Joan | masia        |                                          | 40° 55′ 32″ N, 0° 19′ 55″ E / 40.9254917389373°N,0.331857929018567°E                                                                   |                                            |                                   | Modifica les dades a Wikidata |
|        | Mas de Masada               | Horta de Sant Joan | masia        |                                          | 40° 59′ 39″ N, 0° 19′ 37″ E / 40.9941746611373°N,0.32703215790987°E                                                                    |                                            |                                   | Modifica les dades a Wikidata |
|        | Mas de Maurício             | Horta de Sant Joan | masia        |                                          | 41° 00′ 51″ N, 0° 17′ 59″ E / 41.0140530576014°N,0.299627919333231°E                                                                   |                                            |                                   | Modifica les dades a Wikidata |
|        | Mas de Maçanet              | Horta de Sant Joan | masia        |                                          | 41° 00′ 07″ N, 0° 21′ 05″ E / 41.0018246625043°N,0.351344821264272°E                                                                   |                                            |                                   | Modifica les dades a Wikidata |
|        | Mas de Moragrega            | Horta de Sant Joan | masia        |                                          | 40° 59′ 43″ N, 0° 18′ 36″ E / 40.9952972720423°N,0.309868480096313°E                                                                   |                                            |                                   | Modifica les dades a Wikidata |
|        | Mas de Morelló              | Horta de Sant Joan | masia        |                                          | 40° 59′ 58″ N, 0° 20′ 51″ E / 40.999578852652°N,0.34751061795617°E                                                                     |                                            |                                   | Modifica les dades a Wikidata |
|        | Mas de Navarret             | Horta de Sant Joan | masia        |                                          | 41° 00′ 42″ N, 0° 17′ 02″ E / 41.011609127947°N,0.2840080411704°E                                                                      |                                            |                                   | Modifica les dades a Wikidata |
|        | Mas de Navarrot             | Horta de Sant Joan | masia        |                                          | 40° 56′ 41″ N, 0° 20′ 20″ E / 40.9448376215932°N,0.338823776198453°E                                                                   |                                            |                                   | Modifica les dades a Wikidata |
|        | Mas de Nelo                 | Horta de Sant Joan | masia        |                                          | 40° 56′ 48″ N, 0° 20′ 24″ E / 40.9465643897845°N,0.339882908746023°E                                                                   |                                            |                                   | Modifica les dades a Wikidata |
|        | Mas de Paellada             | Horta de Sant Joan | masia        |                                          | 41° 00′ 34″ N, 0° 17′ 25″ E / 41.0094052928365°N,0.290412660039335°E                                                                   |                                            |                                   | Modifica les dades a Wikidata |
|        | Mas de Pallarès             | Horta de Sant Joan | masia        |                                          | 40° 59′ 50″ N, 0° 19′ 48″ E / 40.997306292574°N,0.330020244889675°E                                                                    |                                            |                                   | Modifica les dades a Wikidata |
|        | Mas de Panoli               | Horta de Sant Joan | masia        |                                          | 40° 57′ 49″ N, 0° 22′ 12″ E / 40.9636384954849°N,0.369959609411428°E                                                                   |                                            |                                   | Modifica les dades a Wikidata |
|        | Mas de Parrado              | Horta de Sant Joan | masia        |                                          | 40° 57′ 05″ N, 0° 20′ 59″ E / 40.951423250319°N,0.349833157047147°E                                                                    |                                            |                                   | Modifica les dades a Wikidata |
|        | Mas de Pasqualet            | Horta de Sant Joan | masia        |                                          | 40° 58′ 42″ N, 0° 20′ 03″ E / 40.978378525728°N,0.334111882189689°E                                                                    |                                            |                                   | Modifica les dades a Wikidata |
|        | Mas de Paví                 | Horta de Sant Joan | masia        |                                          | 40° 57′ 01″ N, 0° 21′ 17″ E / 40.9504075149876°N,0.354625671898739°E                                                                   |                                            |                                   | Modifica les dades a Wikidata |
|        | Mas de Pedret               | Horta de Sant Joan | masia        |                                          | 40° 58′ 22″ N, 0° 19′ 24″ E / 40.9728597668761°N,0.323341796352111°E                                                                   |                                            |                                   | Modifica les dades a Wikidata |
|        | Mas de Pell Negra           | Horta de Sant Joan | masia        | Estat: ruïnós                            | 40° 51′ 18″ N, 0° 17′ 38″ E / 40.8549723079653°N,0.293836711581665°E 808 msnm                                                          |                                            | Mas de Pell Negra                 | Modifica les dades a Wikidata |
|        | Mas de Picola               | Horta de Sant Joan | masia        |                                          | 41° 01′ 05″ N, 0° 16′ 09″ E / 41.0179972834838°N,0.269035732581961°E                                                                   |                                            |                                   | Modifica les dades a Wikidata |
|        | Mas de Piquer               | Horta de Sant Joan | masia        |                                          | 40° 59′ 32″ N, 0° 16′ 31″ E / 40.9921137369948°N,0.275204439966746°E                                                                   |                                            |                                   | Modifica les dades a Wikidata |
|        | Mas de Pixantó              | Horta de Sant Joan | masia        |                                          | 40° 59′ 37″ N, 0° 19′ 21″ E / 40.9936204850781°N,0.322561114474442°E                                                                   |                                            |                                   | Modifica les dades a Wikidata |
|        | Mas de Poncelet             | Horta de Sant Joan | masia        |                                          | 40° 57′ 59″ N, 0° 18′ 47″ E / 40.9663127160507°N,0.312936073497866°E                                                                   |                                            |                                   | Modifica les dades a Wikidata |
|        | Mas de Puça                 | Horta de Sant Joan | masia        |                                          | 40° 53′ 28″ N, 0° 20′ 51″ E / 40.8911419575289°N,0.347588939792509°E                                                                   |                                            |                                   | Modifica les dades a Wikidata |
|        | Mas de Quelet               | Horta de Sant Joan | masia        |                                          | 40° 59′ 10″ N, 0° 17′ 41″ E / 40.9861706038268°N,0.294752168262207°E                                                                   |                                            |                                   | Modifica les dades a Wikidata |
|        | Mas de Quicot               | Horta de Sant Joan | masia        |                                          | 40° 57′ 48″ N, 0° 17′ 40″ E / 40.963215178577°N,0.29431175142147°E                                                                     |                                            |                                   | Modifica les dades a Wikidata |
|        | Mas de Roquet               | Horta de Sant Joan | masia        |                                          | 40° 59′ 28″ N, 0° 20′ 05″ E / 40.99117870872°N,0.33477197876084°E                                                                      |                                            |                                   | Modifica les dades a Wikidata |
|        | Mas de Rosselló             | Horta de Sant Joan | masia        |                                          | 40° 57′ 09″ N, 0° 20′ 54″ E / 40.9525166785616°N,0.348423196781061°E                                                                   |                                            |                                   | Modifica les dades a Wikidata |
|        | Mas de Rufalandín           | Horta de Sant Joan | masia        |                                          | 40° 55′ 43″ N, 0° 20′ 56″ E / 40.9285867507393°N,0.348881923377307°E                                                                   |                                            |                                   | Modifica les dades a Wikidata |
|        | Mas de Rufandín             | Horta de Sant Joan | masia        |                                          | 40° 55′ 31″ N, 0° 19′ 35″ E / 40.925154975718°N,0.326266429715709°E                                                                    |                                            |                                   | Modifica les dades a Wikidata |
|        | Mas de Salero               | Horta de Sant Joan | masia        |                                          | 40° 54′ 31″ N, 0° 19′ 02″ E / 40.9086258142622°N,0.31729264821556°E                                                                    |                                            |                                   | Modifica les dades a Wikidata |
|        | Mas de Salvadoret           | Horta de Sant Joan | masia        |                                          | 40° 57′ 03″ N, 0° 20′ 28″ E / 40.950748080476°N,0.341247367417101°E                                                                    |                                            |                                   | Modifica les dades a Wikidata |
|        | Mas de Santapau de Dalt     | Horta de Sant Joan | masia        |                                          | 40° 54′ 45″ N, 0° 17′ 42″ E / 40.9126289668697°N,0.295118488732832°E                                                                   |                                            |                                   | Modifica les dades a Wikidata |
|        | Mas de Sanxet               | Horta de Sant Joan | masia        |                                          | 40° 58′ 19″ N, 0° 21′ 29″ E / 40.9720828010098°N,0.357966265757566°E                                                                   |                                            |                                   | Modifica les dades a Wikidata |
|        | Mas de Sapera               | Horta de Sant Joan | masia        |                                          | 40° 58′ 29″ N, 0° 16′ 55″ E / 40.9746118350089°N,0.281997924495935°E                                                                   |                                            |                                   | Modifica les dades a Wikidata |
|        | Mas de Sarió                | Horta de Sant Joan | masia        |                                          | 40° 59′ 39″ N, 0° 19′ 58″ E / 40.9941759462881°N,0.332916429560841°E                                                                   |                                            |                                   | Modifica les dades a Wikidata |
|        | Mas de Segura               | Horta de Sant Joan | masia        |                                          | 41° 00′ 39″ N, 0° 16′ 51″ E / 41.0108462733934°N,0.280853100683164°E                                                                   |                                            |                                   | Modifica les dades a Wikidata |
|        | Mas de Serena               | Horta de Sant Joan | masia        |                                          | 40° 56′ 19″ N, 0° 20′ 37″ E / 40.9386074761977°N,0.343623110560322°E                                                                   |                                            |                                   | Modifica les dades a Wikidata |
|        | Mas de Serret               | Horta de Sant Joan | masia        |                                          | 40° 59′ 21″ N, 0° 16′ 59″ E / 40.9892541491683°N,0.283024747442905°E                                                                   |                                            |                                   | Modifica les dades a Wikidata |
|        | Mas de Silvestre            | Horta de Sant Joan | masia        |                                          | 40° 56′ 17″ N, 0° 20′ 50″ E / 40.93812421501°N,0.347276988345369°E                                                                     |                                            |                                   | Modifica les dades a Wikidata |
|        | Mas de Siró                 | Horta de Sant Joan | masia        |                                          | 41° 00′ 21″ N, 0° 19′ 01″ E / 41.0057093866369°N,0.31682821345269°E                                                                    |                                            |                                   | Modifica les dades a Wikidata |
|        | Mas de Sotorres             | Horta de Sant Joan | masia        |                                          | 40° 55′ 24″ N, 0° 19′ 29″ E / 40.9233439920974°N,0.324688874143578°E                                                                   |                                            |                                   | Modifica les dades a Wikidata |
|        | Mas de Tabola               | Horta de Sant Joan | masia        |                                          | 40° 57′ 48″ N, 0° 20′ 13″ E / 40.9632850802552°N,0.33692981869171°E                                                                    |                                            |                                   | Modifica les dades a Wikidata |
|        | Mas de Terrats              | Horta de Sant Joan | masia        |                                          | 40° 58′ 20″ N, 0° 18′ 00″ E / 40.972352595698°N,0.29987991874688°E                                                                     |                                            |                                   | Modifica les dades a Wikidata |
|        | Mas de Teto                 | Horta de Sant Joan | masia        |                                          | 41° 00′ 22″ N, 0° 19′ 06″ E / 41.0059770911697°N,0.318267881935906°E                                                                   |                                            |                                   | Modifica les dades a Wikidata |
|        | Mas de Tofolet              | Horta de Sant Joan | masia        |                                          | 41° 00′ 03″ N, 0° 16′ 47″ E / 41.0007120255448°N,0.279641212588492°E                                                                   |                                            |                                   | Modifica les dades a Wikidata |
|        | Mas de Tomaset lo Roig      | Horta de Sant Joan | masia        |                                          | 40° 51′ 06″ N, 0° 19′ 12″ E / 40.8516913135501°N,0.319947921278989°E                                                                   |                                            |                                   | Modifica les dades a Wikidata |
|        | Mas de Toni                 | Horta de Sant Joan | masia        |                                          | 40° 58′ 16″ N, 0° 20′ 27″ E / 40.9709834636895°N,0.340719840299931°E                                                                   |                                            |                                   | Modifica les dades a Wikidata |
|        | Mas de Torner               | Horta de Sant Joan | masia        |                                          | 40° 55′ 39″ N, 0° 17′ 47″ E / 40.9275356561825°N,0.296279729457406°E                                                                   |                                            |                                   | Modifica les dades a Wikidata |
|        | Mas de Vaquer               | Horta de Sant Joan | masia        |                                          | 40° 58′ 43″ N, 0° 18′ 54″ E / 40.9787022011812°N,0.315083273590331°E                                                                   |                                            |                                   | Modifica les dades a Wikidata |
|        | Mas de Vinya                | Horta de Sant Joan | masia        |                                          | 40° 56′ 58″ N, 0° 21′ 27″ E / 40.9493319478113°N,0.357602863830942°E                                                                   |                                            |                                   | Modifica les dades a Wikidata |
|        | Mas de Vinyals              | Horta de Sant Joan | masia        |                                          | 40° 54′ 53″ N, 0° 18′ 33″ E / 40.9147247694964°N,0.309233358591732°E                                                                   |                                            |                                   | Modifica les dades a Wikidata |
|        | Mas de Xertó                | Horta de Sant Joan | masia        |                                          | 40° 59′ 57″ N, 0° 17′ 58″ E / 40.9990327237115°N,0.299373625896193°E                                                                   |                                            |                                   | Modifica les dades a Wikidata |
|        | Mas de Xulín de Lledó       | Horta de Sant Joan | masia        |                                          | 40° 58′ 01″ N, 0° 17′ 24″ E / 40.9669908239743°N,0.289975145372334°E                                                                   |                                            |                                   | Modifica les dades a Wikidata |
|        | Mas de l'Arenyol            | Horta de Sant Joan | masia        |                                          | 41° 00′ 24″ N, 0° 17′ 05″ E / 41.0066683339034°N,0.284722678024556°E                                                                   |                                            |                                   | Modifica les dades a Wikidata |
|        | Mas de l'Assumpció          | Horta de Sant Joan | masia        |                                          | 41° 00′ 09″ N, 0° 19′ 31″ E / 41.0026276326245°N,0.325287507853014°E                                                                   |                                            |                                   | Modifica les dades a Wikidata |
|        | Mas de l'Astruel            | Horta de Sant Joan | masia        |                                          | 40° 59′ 04″ N, 0° 18′ 17″ E / 40.9843339790965°N,0.304775616631917°E                                                                   |                                            |                                   | Modifica les dades a Wikidata |
|        | Mas de l'Estudiant          | Horta de Sant Joan | masia        |                                          | 41° 00′ 09″ N, 0° 21′ 12″ E / 41.002415006751°N,0.35334128598845°E                                                                     |                                            |                                   | Modifica les dades a Wikidata |
|        | Mas de la Bellida           | Horta de Sant Joan | masia        |                                          | 40° 56′ 34″ N, 0° 20′ 13″ E / 40.9428756823911°N,0.336942665500037°E                                                                   |                                            |                                   | Modifica les dades a Wikidata |
|        | Mas de la Bessona           | Horta de Sant Joan | masia        |                                          | 40° 52′ 07″ N, 0° 18′ 44″ E / 40.8685788204686°N,0.312183285776836°E                                                                   |                                            |                                   | Modifica les dades a Wikidata |
|        | Mas de la Curra             | Horta de Sant Joan | masia        |                                          | 40° 59′ 03″ N, 0° 20′ 19″ E / 40.984062339756°N,0.33862439212408°E                                                                     |                                            |                                   | Modifica les dades a Wikidata |
|        | Mas de la Franqueta         | Horta de Sant Joan | masia        | Estil: arquitectura popular 18th century | 40° 52′ 07″ N, 0° 18′ 32″ E / 40.868687°N,0.30891°E 565 msnm                                                                           | bé integrant del patrimoni cultural català | Mas de la Franqueta               | Modifica les dades a Wikidata |
|        | Mas de la Llosa             | Horta de Sant Joan | masia        |                                          | 40° 54′ 58″ N, 0° 17′ 50″ E / 40.9161715266679°N,0.297158706084354°E                                                                   |                                            |                                   | Modifica les dades a Wikidata |
|        | Mas de la Son               | Horta de Sant Joan | masia        |                                          | 40° 56′ 02″ N, 0° 17′ 13″ E / 40.9340001440482°N,0.286977872421747°E                                                                   |                                            |                                   | Modifica les dades a Wikidata |
|        | Mas de la Sorda             | Horta de Sant Joan | masia        |                                          | 40° 56′ 16″ N, 0° 20′ 39″ E / 40.9376806449033°N,0.344052220012706°E                                                                   |                                            |                                   | Modifica les dades a Wikidata |
|        | Mas de les Eres             | Horta de Sant Joan | masia        |                                          | 40° 53′ 54″ N, 0° 21′ 12″ E / 40.8984093696107°N,0.353411688004327°E                                                                   |                                            |                                   | Modifica les dades a Wikidata |
|        | Mas de les Estanqueres      | Horta de Sant Joan | masia        |                                          | 40° 55′ 17″ N, 0° 18′ 30″ E / 40.9214378490746°N,0.308200963006206°E                                                                   |                                            |                                   | Modifica les dades a Wikidata |
|        | Mas del Baubo               | Horta de Sant Joan | masia        |                                          | 40° 58′ 45″ N, 0° 21′ 32″ E / 40.979127787781°N,0.35902691848838°E                                                                     |                                            |                                   | Modifica les dades a Wikidata |
|        | Mas del Canyissar           | Horta de Sant Joan | masia        |                                          | 40° 52′ 23″ N, 0° 18′ 06″ E / 40.8731005466475°N,0.301783880263897°E                                                                   |                                            |                                   | Modifica les dades a Wikidata |
|        | Mas del Capellanet          | Horta de Sant Joan | masia        |                                          | 41° 00′ 14″ N, 0° 19′ 39″ E / 41.0039760609987°N,0.327503803374121°E                                                                   |                                            |                                   | Modifica les dades a Wikidata |
|        | Mas del Cigarrer            | Horta de Sant Joan | masia        |                                          | 40° 59′ 35″ N, 0° 20′ 35″ E / 40.99317043915°N,0.34301277460973°E                                                                      |                                            |                                   | Modifica les dades a Wikidata |
|        | Mas del Cinto               | Horta de Sant Joan | masia        |                                          | 40° 52′ 18″ N, 0° 18′ 25″ E / 40.8716638592697°N,0.30698000645927°E                                                                    |                                            |                                   | Modifica les dades a Wikidata |
|        | Mas del Corberà             | Horta de Sant Joan | masia        |                                          | 41° 00′ 08″ N, 0° 16′ 17″ E / 41.002211503117°N,0.271447506414672°E                                                                    |                                            |                                   | Modifica les dades a Wikidata |
|        | Mas del Cullerer            | Horta de Sant Joan | masia        |                                          | 40° 53′ 30″ N, 0° 19′ 38″ E / 40.891580175111°N,0.327180304451408°E                                                                    |                                            |                                   | Modifica les dades a Wikidata |
|        | Mas del Ferrassó            | Horta de Sant Joan | masia        | Estil: arquitectura popular              | 40° 54′ 54″ N, 0° 18′ 51″ E / 40.915026°N,0.314208°E                                                                                   | bé integrant del patrimoni cultural català |                                   | Modifica les dades a Wikidata |
|        | Mas del Flarot              | Horta de Sant Joan | masia        |                                          | 41° 00′ 40″ N, 0° 17′ 50″ E / 41.011016703232°N,0.29711181294068°E                                                                     |                                            |                                   | Modifica les dades a Wikidata |
|        | Mas del Gaire               | Horta de Sant Joan | masia        |                                          | 40° 56′ 55″ N, 0° 17′ 07″ E / 40.948594824399°N,0.28540576972445°E                                                                     |                                            |                                   | Modifica les dades a Wikidata |
|        | Mas del Gendret             | Horta de Sant Joan | masia        |                                          | 40° 55′ 55″ N, 0° 19′ 26″ E / 40.9318973488433°N,0.323773570696078°E                                                                   |                                            |                                   | Modifica les dades a Wikidata |
|        | Mas del Guerxet             | Horta de Sant Joan | masia        |                                          | 40° 59′ 08″ N, 0° 18′ 29″ E / 40.9854917938183°N,0.308068387764797°E                                                                   |                                            |                                   | Modifica les dades a Wikidata |
|        | Mas del Milionari           | Horta de Sant Joan | masia        |                                          | 40° 59′ 21″ N, 0° 19′ 14″ E / 40.989048446831°N,0.32059404735413°E                                                                     |                                            |                                   | Modifica les dades a Wikidata |
|        | Mas del Panyero             | Horta de Sant Joan | masia        |                                          | 40° 59′ 17″ N, 0° 20′ 25″ E / 40.9881742519355°N,0.340183340013426°E                                                                   |                                            |                                   | Modifica les dades a Wikidata |
|        | Mas del Petro               | Horta de Sant Joan | masia        |                                          | 40° 58′ 51″ N, 0° 18′ 19″ E / 40.9808872502431°N,0.305284472588384°E                                                                   |                                            |                                   | Modifica les dades a Wikidata |
|        | Mas del Pip                 | Horta de Sant Joan | masia        |                                          | 40° 55′ 21″ N, 0° 19′ 59″ E / 40.9224719174387°N,0.332917561393816°E                                                                   |                                            |                                   | Modifica les dades a Wikidata |
|        | Mas del Quinto              | Horta de Sant Joan | masia        |                                          | 40° 55′ 32″ N, 0° 20′ 30″ E / 40.9256546923992°N,0.341636546489487°E                                                                   |                                            |                                   | Modifica les dades a Wikidata |
|        | Mas del Rastellador         | Horta de Sant Joan | masia        |                                          | 40° 59′ 10″ N, 0° 19′ 46″ E / 40.9861523617134°N,0.329483962411421°E                                                                   |                                            |                                   | Modifica les dades a Wikidata |
|        | Mas del Ros                 | Horta de Sant Joan | masia        |                                          | 40° 58′ 20″ N, 0° 19′ 38″ E / 40.972089525217°N,0.32722249102234°E                                                                     |                                            |                                   | Modifica les dades a Wikidata |
|        | Mas del Rosset              | Horta de Sant Joan | masia        |                                          | 40° 53′ 17″ N, 0° 20′ 33″ E / 40.8880808282751°N,0.342560337772764°E                                                                   |                                            |                                   | Modifica les dades a Wikidata |
|        | Mas del Serranet            | Horta de Sant Joan | masia        |                                          | 40° 55′ 36″ N, 0° 18′ 16″ E / 40.9266015410244°N,0.304464309483488°E                                                                   |                                            |                                   | Modifica les dades a Wikidata |
|        | Mas del Ton                 | Horta de Sant Joan | masia        |                                          | 40° 56′ 51″ N, 0° 20′ 37″ E / 40.9475134109855°N,0.343539211405208°E                                                                   |                                            |                                   | Modifica les dades a Wikidata |
|        | Mas del Torrero             | Horta de Sant Joan | masia        |                                          | 40° 53′ 04″ N, 0° 17′ 59″ E / 40.8843582940479°N,0.299819163494398°E                                                                   |                                            |                                   | Modifica les dades a Wikidata |
|        | Mas dels Ateos              | Horta de Sant Joan | masia        |                                          | 40° 52′ 32″ N, 0° 18′ 19″ E / 40.8756929272114°N,0.305179082505778°E                                                                   |                                            |                                   | Modifica les dades a Wikidata |
|        | Maset de Tramuntano         | Horta de Sant Joan | masia        |                                          | 40° 54′ 06″ N, 0° 18′ 53″ E / 40.901543485021°N,0.31463455933566°E                                                                     |                                            |                                   | Modifica les dades a Wikidata |
|        | Sénia de Don Pedro          | Horta de Sant Joan | masia        |                                          | 40° 57′ 51″ N, 0° 18′ 08″ E / 40.9641711669972°N,0.302234061930859°E                                                                   |                                            |                                   | Modifica les dades a Wikidata |
|        | Venta de Caixarro           | Horta de Sant Joan | masia        |                                          | 40° 57′ 28″ N, 0° 21′ 12″ E / 40.9576811884838°N,0.353277696951679°E                                                                   |                                            |                                   | Modifica les dades a Wikidata |
|        | Venta de Salvadoret         | Horta de Sant Joan | masia        | Estat: ruïnós                            | 40° 57′ 04″ N, 0° 20′ 25″ E / 40.9512486325385°N,0.340300647817168°E                                                                   |                                            |                                   | Modifica les dades a Wikidata |
|        | Venta de la Morrilla        | Horta de Sant Joan | masia        |                                          | 40° 57′ 36″ N, 0° 21′ 30″ E / 40.9600695398768°N,0.35844569575981°E                                                                    |                                            |                                   | Modifica les dades a Wikidata |
|        | Venta del Magall            | Horta de Sant Joan | masia        |                                          | 40° 55′ 26″ N, 0° 18′ 27″ E / 40.9239702599615°N,0.307492520210365°E                                                                   |                                            |                                   | Modifica les dades a Wikidata |
|        | Venta del Romer             | Horta de Sant Joan | masia        |                                          | 40° 56′ 07″ N, 0° 18′ 30″ E / 40.9353125535588°N,0.308373810565338°E                                                                   |                                            |                                   | Modifica les dades a Wikidata |
|        | Vil·la Tranquil·la          | Horta de Sant Joan | masia        |                                          | 40° 56′ 32″ N, 0° 16′ 22″ E / 40.9423584323791°N,0.272856980754506°E                                                                   |                                            |                                   | Modifica les dades a Wikidata |
|        | Xalet d'Agustinet           | Horta de Sant Joan | masia        |                                          | 40° 55′ 40″ N, 0° 17′ 35″ E / 40.92775599937°N,0.293004970233084°E                                                                     |                                            |                                   | Modifica les dades a Wikidata |
|        | la Farinera                 | Horta de Sant Joan | masia        |                                          | 40° 56′ 19″ N, 0° 19′ 00″ E / 40.938519700913°N,0.31669972674182°E                                                                     |                                            |                                   | Modifica les dades a Wikidata |

## molí
| imatge | Nom                | Ubicat a           | instància de   | Detalls                     | coordenades                                          | Protecció                                  | Commons (més fotos) | Dades a WD                    |
| ------ | ------------------ | ------------------ | -------------- | --------------------------- | ---------------------------------------------------- | ------------------------------------------ | ------------------- | ----------------------------- |
|        | molí de Don Pedro  | Horta de Sant Joan | molí Ús: trull | Estil: arquitectura popular | 40° 57′ 49″ N, 0° 18′ 10″ E / 40.963618°N,0.302744°E | bé integrant del patrimoni cultural català |                     | Modifica les dades a Wikidata |
|        | molí de la Bellida | Horta de Sant Joan | molí Ús: trull | Estil: arquitectura popular | 40° 57′ 18″ N, 0° 19′ 28″ E / 40.954923°N,0.324392°E | bé integrant del patrimoni cultural català | Molí de la Bellida  | Modifica les dades a Wikidata |

## molí d'aigua
| imatge | Nom                | Ubicat a           | instància de | Detalls | coordenades                                                          | Protecció | Commons (més fotos) | Dades a WD                    |
| ------ | ------------------ | ------------------ | ------------ | ------- | -------------------------------------------------------------------- | --------- | ------------------- | ----------------------------- |
|        | Molí de Lledó      | Horta de Sant Joan | molí d'aigua |         | 40° 58′ 17″ N, 0° 17′ 47″ E / 40.971369248472°N,0.29635506184165°E   |           |                     | Modifica les dades a Wikidata |
|        | Molí de Sotorres   | Horta de Sant Joan | molí d'aigua |         | 40° 55′ 20″ N, 0° 19′ 28″ E / 40.9221023807237°N,0.324358991165466°E |           |                     | Modifica les dades a Wikidata |
|        | Molí de la Fàbrica | Horta de Sant Joan | molí d'aigua |         | 40° 58′ 22″ N, 0° 17′ 10″ E / 40.9728798171325°N,0.286085727545759°E |           |                     | Modifica les dades a Wikidata |
|        | Molí de la Plana   | Horta de Sant Joan | molí d'aigua |         | 40° 57′ 51″ N, 0° 17′ 05″ E / 40.9643022435249°N,0.284809566550923°E |           |                     | Modifica les dades a Wikidata |

## muntanya
| imatge | Nom                  | Ubicat a                                  | instància de | Detalls | coordenades                                                              | Protecció | Commons (més fotos)         | Dades a WD                    |
| ------ | -------------------- | ----------------------------------------- | ------------ | ------- | ------------------------------------------------------------------------ | --------- | --------------------------- | ----------------------------- |
|        | Cap de Gos           | Horta de Sant Joan                        | muntanya     |         | 40° 54′ 11″ N, 0° 19′ 52″ E / 40.903059°N,0.331004°E 896 msnm            |           | Cap de Gos                  | Modifica les dades a Wikidata |
|        | Mola dels Atans      | Horta de Sant Joan                        | muntanya     |         | 40° 55′ 45″ N, 0° 21′ 30″ E / 40.92927778°N,0.35847222°E 1050.7 msnm     |           |                             | Modifica les dades a Wikidata |
|        | Mola dels Buscarrons | Horta de Sant Joan Bot                    | muntanya     |         | 40° 58′ 31″ N, 0° 22′ 30″ E / 40.9754°N,0.3751°E 586.9 msnm              |           |                             | Modifica les dades a Wikidata |
|        | Moles dels Viarnets  | Arnes Horta de Sant Joan                  | muntanya     |         | 40° 54′ 11″ N, 0° 18′ 02″ E / 40.903165°N,0.30064°E 751 msnm             |           | Moles dels Viarnets         | Modifica les dades a Wikidata |
|        | Moleta de les Canals | Paüls Horta de Sant Joan                  | muntanya     |         | 40° 54′ 33″ N, 0° 21′ 46″ E / 40.909033°N,0.362741°E 1070 msnm           |           | Moleta de les Canals        | Modifica les dades a Wikidata |
|        | Moleta del Salvatge  | Horta de Sant Joan                        | muntanya     |         | 40° 53′ 42″ N, 0° 19′ 42″ E / 40.8949°N,0.328472°E 973.8 msnm            |           |                             | Modifica les dades a Wikidata |
|        | Pena de Gall         | Horta de Sant Joan                        | muntanya     |         | 40° 53′ 45″ N, 0° 19′ 04″ E / 40.89588889°N,0.31769444°E 782.3 msnm      |           |                             | Modifica les dades a Wikidata |
|        | Pesells              | Horta de Sant Joan                        | muntanya     |         | 40° 59′ 30″ N, 0° 19′ 12″ E / 40.99175°N,0.32008333°E 576.4 msnm         |           |                             | Modifica les dades a Wikidata |
|        | Punta Blanca         | Horta de Sant Joan                        | muntanya     |         | 40° 51′ 06″ N, 0° 19′ 06″ E / 40.8517°N,0.31825°E 837.3 msnm             |           |                             | Modifica les dades a Wikidata |
|        | Punta de Ganxos      | Horta de Sant Joan                        | muntanya     |         | 40° 54′ 07″ N, 0° 20′ 58″ E / 40.90191667°N,0.34938889°E 973.1 msnm      |           |                             | Modifica les dades a Wikidata |
|        | Punta de l'Aigua     | Paüls Horta de Sant Joan                  | muntanya     |         | 40° 55′ 40″ N, 0° 22′ 08″ E / 40.927734°N,0.368809°E 1092 msnm           |           |                             | Modifica les dades a Wikidata |
|        | Punta de l'Ereta     | Horta de Sant Joan                        | muntanya     |         | 40° 54′ 27″ N, 0° 20′ 43″ E / 40.90747222°N,0.34522222°E 926.1 msnm      |           |                             | Modifica les dades a Wikidata |
|        | Punta de la Creueta  | Horta de Sant Joan                        | muntanya     |         | 40° 53′ 01″ N, 0° 20′ 29″ E / 40.8837°N,0.34125°E 1102.2 msnm            |           |                             | Modifica les dades a Wikidata |
|        | Punta de la Serena   | Horta de Sant Joan                        | muntanya     |         | 40° 51′ 20″ N, 0° 19′ 32″ E / 40.85555556°N,0.32547222°E 1038.6 msnm     |           |                             | Modifica les dades a Wikidata |
|        | Punta del Safrà      | Arnes Horta de Sant Joan                  | muntanya     |         | 40° 51′ 20″ N, 0° 17′ 29″ E / 40.8556°N,0.291278°E 913 msnm              |           | Punta del Safrà             | Modifica les dades a Wikidata |
|        | Punta dels Corcons   | Horta de Sant Joan                        | muntanya     |         | 40° 53′ 06″ N, 0° 18′ 51″ E / 40.8849°N,0.31425°E 950.8 msnm             |           |                             | Modifica les dades a Wikidata |
|        | Punta dels Raus      | Paüls Horta de Sant Joan                  | muntanya     |         | 40° 56′ 05″ N, 0° 22′ 09″ E / 40.934824°N,0.369115°E                     |           |                             | Modifica les dades a Wikidata |
|        | Roques Cambretes     | Horta de Sant Joan                        | muntanya     |         | 40° 55′ 15″ N, 0° 20′ 11″ E / 40.92080556°N,0.33641667°E 653.9 msnm      |           |                             | Modifica les dades a Wikidata |
|        | Roques de Benet      | Horta de Sant Joan                        | muntanya     |         | 40° 54′ 02″ N, 0° 19′ 36″ E / 40.90065369°N,0.326553661024°E 1017 msnm   |           | Roques de Benet             | Modifica les dades a Wikidata |
|        | Santa Bàrbara        | Horta de Sant Joan                        | muntanya     |         | 40° 57′ 25″ N, 0° 20′ 18″ E / 40.9568864446°N,0.338327729704°E 752 msnm  |           | Santa Bàrbara (Terra Alta)  | Modifica les dades a Wikidata |
|        | Tossal d'Engrilló    | Prat de Comte Horta de Sant Joan Paüls    | muntanya     |         | 40° 56′ 35″ N, 0° 22′ 15″ E / 40.9430405014°N,0.370789362269°E 1072 msnm |           | Tossal d'Engrilló           | Modifica les dades a Wikidata |
|        | Tosseta Rasa         | Alfara de Carles Horta de Sant Joan       | muntanya     |         | 40° 50′ 42″ N, 0° 19′ 39″ E / 40.845019°N,0.327442°E 1217 msnm           |           |                             | Modifica les dades a Wikidata |
|        | els Tossals          | Horta de Sant Joan                        | muntanya     |         | 40° 57′ 22″ N, 0° 17′ 37″ E / 40.956°N,0.293583°E 507.6 msnm             |           |                             | Modifica les dades a Wikidata |
|        | l'Espina             | Horta de Sant Joan Alfara de Carles Paüls | muntanya     |         | 40° 52′ 46″ N, 0° 21′ 39″ E / 40.8793690775°N,0.360899310112°E 1181 msnm |           | L'Espina (Alfara de Carles) | Modifica les dades a Wikidata |
|        | la Falconera         | Arnes Horta de Sant Joan                  | muntanya     |         | 40° 52′ 58″ N, 0° 17′ 39″ E / 40.8828°N,0.294222°E 797.9 msnm            |           |                             | Modifica les dades a Wikidata |
|        | la Moleta            | Horta de Sant Joan                        | muntanya     |         | 40° 55′ 10″ N, 0° 20′ 29″ E / 40.91933333°N,0.34147222°E 823.6 msnm      |           |                             | Modifica les dades a Wikidata |
|        | la Tossa             | Paüls Horta de Sant Joan                  | muntanya     |         | 40° 53′ 29″ N, 0° 22′ 22″ E / 40.8914°N,0.372778°E 1031.2 msnm           |           |                             | Modifica les dades a Wikidata |
|        | moleta del Camp      | Paüls Horta de Sant Joan                  | muntanya     |         | 40° 54′ 00″ N, 0° 21′ 53″ E / 40.9°N,0.36475°E 1070.3 msnm               |           |                             | Modifica les dades a Wikidata |

## nucli de població
| imatge | Nom                  | Ubicat a           | instància de      | Detalls | coordenades                                                          | Protecció | Commons (més fotos) | Dades a WD                    |
| ------ | -------------------- | ------------------ | ----------------- | ------- | -------------------------------------------------------------------- | --------- | ------------------- | ----------------------------- |
|        | el Mas de les Monges | Horta de Sant Joan | nucli de població |         | 40° 59′ 50″ N, 0° 20′ 43″ E / 40.9972096494593°N,0.345324105202706°E |           |                     | Modifica les dades a Wikidata |
|        | els Viarnets         | Horta de Sant Joan | nucli de població |         | 40° 55′ 27″ N, 0° 19′ 02″ E / 40.92412232329°N,0.31728257598579°E    |           |                     | Modifica les dades a Wikidata |
|        | los Reguers          | Horta de Sant Joan | nucli de població |         | 40° 57′ 18″ N, 0° 21′ 53″ E / 40.954940215073°N,0.36474393934609°E   |           |                     | Modifica les dades a Wikidata |

## obra escultòrica
| imatge | Nom                              | Ubicat a           | instància de     | Detalls                    | coordenades                                          | Protecció                                  | Commons (més fotos) | Dades a WD                    |
| ------ | -------------------------------- | ------------------ | ---------------- | -------------------------- | ---------------------------------------------------- | ------------------------------------------ | ------------------- | ----------------------------- |
|        | Relleu a la façana de l'Ecomuseu | Horta de Sant Joan | obra escultòrica | Estil: arquitectura gòtica | 40° 57′ 12″ N, 0° 19′ 01″ E / 40.953371°N,0.317011°E | bé integrant del patrimoni cultural català |                     | Modifica les dades a Wikidata |
|        | Relleu al carrer Messeguer       | Horta de Sant Joan | obra escultòrica | Estil: arquitectura gòtica |                                                      | bé integrant del patrimoni cultural català |                     | Modifica les dades a Wikidata |
|        | Relleus plaça Sant Salvador      | Horta de Sant Joan | obra escultòrica |                            | 40° 57′ 15″ N, 0° 19′ 00″ E / 40.954304°N,0.316587°E | bé integrant del patrimoni cultural català |                     | Modifica les dades a Wikidata |

## pont
| imatge | Nom                            | Ubicat a           | instància de | Detalls | coordenades                                                          | Protecció | Commons (més fotos) | Dades a WD                    |
| ------ | ------------------------------ | ------------------ | ------------ | ------- | -------------------------------------------------------------------- | --------- | ------------------- | ----------------------------- |
|        | Pont d'Arenys                  | Horta de Sant Joan | pont         |         | 40° 58′ 50″ N, 0° 16′ 54″ E / 40.980667287587°N,0.281737281270484°E  |           |                     | Modifica les dades a Wikidata |
|        | Pont de Leal                   | Horta de Sant Joan | pont         |         | 40° 58′ 01″ N, 0° 19′ 11″ E / 40.9668401018267°N,0.319723385639824°E |           |                     | Modifica les dades a Wikidata |
|        | Pont de Lledó                  | Horta de Sant Joan | pont         |         | 40° 57′ 04″ N, 0° 16′ 36″ E / 40.9512270313395°N,0.276530926878913°E |           |                     | Modifica les dades a Wikidata |
|        | Pont de l'Arc                  | Horta de Sant Joan | pont         |         | 40° 59′ 38″ N, 0° 21′ 14″ E / 40.9940013801049°N,0.353857373608091°E |           |                     | Modifica les dades a Wikidata |
|        | Pont de la Curra               | Horta de Sant Joan | pont         |         | 40° 59′ 01″ N, 0° 20′ 42″ E / 40.9835715578366°N,0.344861172517605°E |           |                     | Modifica les dades a Wikidata |
|        | Pont de les Creuetes           | Horta de Sant Joan | pont         |         | 40° 57′ 47″ N, 0° 18′ 32″ E / 40.9631560217993°N,0.308893652848579°E |           |                     | Modifica les dades a Wikidata |
|        | Pont del Canaletes             | Horta de Sant Joan | pont         |         | 40° 57′ 34″ N, 0° 21′ 19″ E / 40.9594803626717°N,0.355142432761351°E |           |                     | Modifica les dades a Wikidata |
|        | Pontet de les Solanes de Lledó | Horta de Sant Joan | pont         |         | 40° 58′ 25″ N, 0° 17′ 27″ E / 40.9734929770656°N,0.290707125199089°E |           |                     | Modifica les dades a Wikidata |

## serra
| imatge | Nom                           | Ubicat a                            | instància de | Detalls | coordenades                                                        | Protecció | Commons (més fotos) | Dades a WD                    |
| ------ | ----------------------------- | ----------------------------------- | ------------ | ------- | ------------------------------------------------------------------ | --------- | ------------------- | ----------------------------- |
|        | La Gronsa                     | Arnes Horta de Sant Joan            | serra        |         | 40° 54′ 10″ N, 0° 18′ 28″ E / 40.9027°N,0.30775°E 799.3 msnm       |           |                     | Modifica les dades a Wikidata |
|        | La Serra (Horta de Sant Joan) | Horta de Sant Joan                  | serra        |         | 40° 56′ 51″ N, 0° 19′ 43″ E / 40.94738889°N,0.32875°E 580 msnm     |           |                     | Modifica les dades a Wikidata |
|        | Montsagre d'Horta             | Horta de Sant Joan                  | serra        |         | 40° 56′ 11″ N, 0° 21′ 33″ E / 40.9365°N,0.35925°E 955.5 msnm       |           |                     | Modifica les dades a Wikidata |
|        | Rases del Maraco              | Alfara de Carles Horta de Sant Joan | serra        |         | 40° 51′ 42″ N, 0° 20′ 47″ E / 40.86155556°N,0.34641667°E 1129 msnm |           | Rases del Maraco    | Modifica les dades a Wikidata |
|        | les Muntanyoles               | Horta de Sant Joan                  | serra        |         | 40° 52′ 45″ N, 0° 20′ 20″ E / 40.879032°N,0.338778°E 1152 msnm     |           | Les Muntanyoles     | Modifica les dades a Wikidata |
|        | serra d'en Cardona            | Horta de Sant Joan                  | serra        |         | 40° 54′ 33″ N, 0° 19′ 27″ E / 40.9091°N,0.324167°E 782.5 msnm      |           |                     | Modifica les dades a Wikidata |

## vèrtex geodèsic
| imatge | Nom     | Ubicat a           | instància de    | Detalls   | coordenades                                                       | Protecció | Commons (més fotos) | Dades a WD                    |
| ------ | ------- | ------------------ | --------------- | --------- | ----------------------------------------------------------------- | --------- | ------------------- | ----------------------------- |
|        | Collet  | Horta de Sant Joan | vèrtex geodèsic | Alt: 1.2m | 40° 56′ 19″ N, 0° 17′ 37″ E / 40.938709°N,0.293699°E 492.575 msnm |           |                     | Modifica les dades a Wikidata |
|        | Pesells | Horta de Sant Joan | vèrtex geodèsic | Alt: 1.2m | 40° 59′ 30″ N, 0° 19′ 12″ E / 40.991763°N,0.320062°E 578.094 msnm |           |                     | Modifica les dades a Wikidata |

## zona humida
| imatge | Nom                     | Ubicat a           | instància de | Detalls            | coordenades                                                | Protecció | Commons (més fotos) | Dades a WD                    |
| ------ | ----------------------- | ------------------ | ------------ | ------------------ | ---------------------------------------------------------- | --------- | ------------------- | ----------------------------- |
|        | Assut del Mas de Franxo | Horta de Sant Joan | zona humida  | Superfície: 0.3ha  | 40° 52′ 36″ N, 0° 18′ 19″ E / 40.8767°N,0.30535°E          |           |                     | Modifica les dades a Wikidata |
|        | toll de l'Alemany       | Horta de Sant Joan | zona humida  | Superfície: 0.09ha | 40° 54′ 41″ N, 0° 19′ 06″ E / 40.9114°N,0.31836°E 504 msnm |           |                     | Modifica les dades a Wikidata |

## Misc
| imatge | Nom                              | Ubicat a                                                                                                 | instància de                             | Detalls                                                 | coordenades | Protecció                                            | Commons (més fotos)                     | Dades a WD                    |
| ------ | -------------------------------- | --- | ---------------------------------------- | ------------------------------------------------------- | --- | ---------------------------------------------------- | --------------------------------------- | ----------------------------- |
|        | Ajuntament d'Horta de Sant Joan  | Horta de Sant Joan                                                                                       | casa consistorial                        | Estil: Renaixement                                      | 40° 57′ 14″ N, 0° 19′ 01″ E / 40.953888888889°N,0.31694444444444°E                                                           | bé cultural d'interès local                          | Ajuntament d'Horta de Sant Joan         | Modifica les dades a Wikidata |
|        | Cova-capella de Sant Salvador    | Horta de Sant Joan                                                                                       | oratori                                  | Estil: arquitectura popular                             | 40° 57′ 36″ N, 0° 20′ 23″ E / 40.96009°N,0.33974°E ca:Puig de Sant Salvador o de Santa Bàrbara                               | bé integrant del patrimoni cultural català           | Sant Salvador d'Horta de Sant Joan      | Modifica les dades a Wikidata |
|        | La Creuera                       | Horta de Sant Joan                                                                                       | passatge                                 | Estil: arquitectura popular 14th century                | ca:C. Comanda - C. Baixa | bé integrant del patrimoni cultural català           |                                         | Modifica les dades a Wikidata |
|        | La Pineda                        | Horta de Sant Joan                                                                                       | pineda                                   |                                                         | 40° 53′ 31″ N, 0° 19′ 14″ E / 40.891812°N,0.320492°E 825 msnm                                                                |                                                      |                                         | Modifica les dades a Wikidata |
|        | Nucli antic d'Horta de Sant Joan | Horta de Sant Joan                                                                                       | centre històric                          | Estil: arquitectura gòtica arquitectura del Renaixement | 40° 57′ 15″ N, 0° 19′ 00″ E / 40.95408°N,0.3167°E 545 msnm                                                                   | bé d'interès cultural bé cultural d'interès nacional | Nucli antic d'Horta de Sant Joan        | Modifica les dades a Wikidata |
|        | Parc natural dels Ports          | Arnes Horta de Sant Joan Prat de Comte Alfara de Carles Paüls Roquetes Tortosa Mas de Barberans la Sénia | parc natural àrea protegida parc natural | 2001 Superfície: 35050 35404.4537ha                     | 40° 48′ 28″ N, 0° 19′ 07″ E / 40.80783056°N,0.31860278°E                                                                     |                                                      | Els Ports Natural Park                  | Modifica les dades a Wikidata |
|        | Refugi de les Clotes             | Horta de Sant Joan                                                                                       | refugi de muntanya                       | 1968-07-14 Hi passa: GR 7                               | 40° 51′ 08″ N, 0° 19′ 44″ E / 40.852225°N,0.32885277777777777°E 968 msnm                                                     |                                                      |                                         | Modifica les dades a Wikidata |
|        | TV-3341                          | Horta de Sant Joan                                                                                       | carretera                                |                                                         | 40° 57′ 45″ N, 0° 18′ 49″ E / 40.9626°N,0.313544°E                                                                           |                                                      |                                         | Modifica les dades a Wikidata |
|        | coll de la Ferrera               | Arnes Horta de Sant Joan                                                                                 | collada                                  |                                                         | 40° 52′ 08″ N, 0° 17′ 11″ E / 40.8688°N,0.286333°E 825.5 msnm                                                                |                                                      |                                         | Modifica les dades a Wikidata |
|        | la Torre del Prior               | Horta de Sant Joan                                                                                       | torre de defensa                         | 14th century                                            | 40° 57′ 45″ N, 0° 19′ 49″ E / 40.9625°N,0.330139°E ca:Camí antic de Bot o de les Olles, barranc de l'Hort del Frare 418 msnm | bé d'interès cultural bé cultural d'interès nacional | La Torre del Prior (Horta de Sant Joan) | Modifica les dades a Wikidata |
|        | lo Portalet                      | Horta de Sant Joan                                                                                       | edifici històric                         |                                                         | 40° 57′ 16″ N, 0° 19′ 01″ E / 40.9544376763905°N,0.317017726782705°E                                                         |                                                      |                                         | Modifica les dades a Wikidata |